# Historia LGBT en Francia

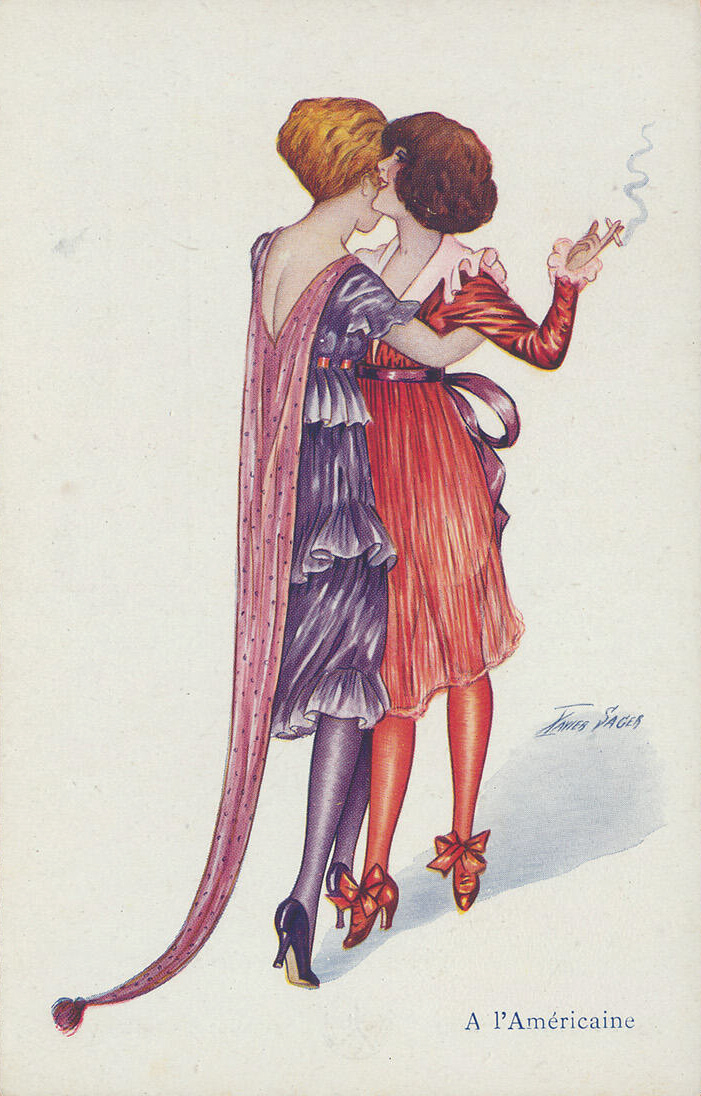
Couple de femmes en train de danser, postal de Xavier Sager en 1930.

Las personas LGBT han existido siempre en Francia. Sus sucesivas situaciones sociales, así como las reacciones hacia distintas desviaciones de la norma sexual han sido un objeto de estudio para distintos especialistas en historia cultural, que han descrito la persecución y progresiva firmación de las personas homosexuales, bisexuales y transgénero.
A partir de la llegada del cristianismo a Galia y hasta el siglo XXI, la homosexualidad y otras desviaciones de la norma sexual sufrieron fuertes condenas legales y religiosas. Durante el Antiguo Régimen, esto afectaba de forma menos estricta para la aristocracia que a miembros del tercer estado, quienes llegabron a sufrir la pena de muerte.
La Revolución Francesa de 1794 puso fin a la criminalización de las prácticas homosexuales, conviertiendo a Francia en uno de los territorios mas tolerantes de Europa. Sin embargo, la represión  continuaría adoptando nuevos avatares.Bajo el imperio de Napoleón se instauró una discreta vigilancia policial. Esto no impidió la aparición de una vivrante sociabilidad y una cultura homosexual y travesti a finales del siglo XIX, centrada siempre en París.
A partir del Segundo Imperio, la medicina y la prensa francesa se interesarían en el fenomeno, llevando a la patologización y criminalización de los homosexuales. La característica mas constante de esta estigmatización sería la distinción entre homosexuales «buenos» y «malos», a pesar de que los criterios de esta fuesen cambiando.
Distintas formas de cultura LGBT francesas fueron tomando forma a lo largo del siglo XX, con la distinción entre travestismo y transexualidad en la década de 1960, seguida de nuevos grupos y manifestaciones militantes en la década de 1970. Éstas desembocaron notablemente en la instauración de la marcha del orgullo en Francia (en francés, marche des fiertés) y en importantes contribuciones teóricas al feminismo lésbico internacional, a través del trabajo de Monique Wittig.
A pesar de que en 1982 se puso fin al registro estatal de homosexuales y de la discriminación legal en cuanto la mayoría sexual, el final del siglo XX estuvo marcado por la virulenta pandemia del sida. No fue hasta 1999 cuando se creó el PACS, unión de hecho abierta a las parejas homosexuales, y hubo que esperar a 2013 para ver la apertura del matrimonio a las personas del mismo sexo.

## Antigüedad
Nos sabemos mucho de las costumbres sexuales pre-romanas en el territorio que hoy llamamos «Francia». Los pueblos celtas, mayoritarios en la tierra que los romanos llamarían «Galia», no tenían una tradición de escritura y solo podemos leer lo que otros pensaban de ellos. Podemos encontrar pistas sobre sus costumbres en los textos del geógrafo e historiador griego Posidonio, que en la primera mitad del siglo I a. C. viajó extensamente por el mar Mediterráneo, visitando colonias griegas como Masalia, que estaba completamente rodeada de poblaciones galas. Su testimonio aparecen en las compilaciones de Diodoro Sículo tres siglos más tarde y dice lo siguiente:
Aunque poseen muchas mujeres hermosas, no se preocupan mucho por ellas. Los hombres se apasionan mucho más por las personas de su propio sexo; se acuclillan sobre las pieles y se divierten con sus amantes de todas las maneras posibles. Lo más extraordinario es que no sienten pudor ni indignidad. Se ofrecen a otros hombres sin el menor escrúpulo. Además, este comportamiento no les parece ni vergonzoso ni despreciado. Al contrario, si uno de ellos rechaza al que se ha ofrecido, éste se ofende.

Cabe recalcar que Diodoro no condena la homosexualidad masculina, sino la forma en la que los galos se desvían de la norma griega. En efecto, el paradigma griego de Posidonio así como las costumbres romanas de Diodoro ambas consideran aberrante que un hombre «superior» (por su edad o estatus social) pudierese adoptar con entusiasmo un papel pasivo en el acto sexual, cosa que los celtas no estigmatizarían.

Es probable que los autores griegos exagerasen las costumbre celtas para caracterizarlos como bárbaros, lo cual es un sesgo característico de estos autores. Sin embargo, la información de Diodoro es confirmada a finales del siglo II por Ateneo, que afirma que los hombres celtas, aun disponiendo de mujeres hermosas, preferían a los jóvenes para sus juegos eróticos y era frecuente verlos acostarse entre ellos, añadiendo que además habían adoptado las costumbres sexuales griegas. Estrabón también habla de los comportamientos sexuales pasivos entre los guerreros celtas como explicación de la famosa agresividad celta.
Más adelante, la conquista de las Galias traería nuevas costumbres a través de la hegemonía cultural romana y la llegada de poblaciones latinas. De acuerdo a estas costumbres, el sexo homosexual activo estaba normalizado y era propio de hombres libres, mientras que la pasividad era propia de esclavos. A la desaparición progresiva de la esclavitud seguiría la llegada del cristianismo primitivo, caracterizado por la intolerancia de la homosexualidad, pero cuyo efecto tardaría en permear a la sociedad gala, que posiblemente mantenía costumbres similares a las de sus ancestros paganos.

## Edad Media

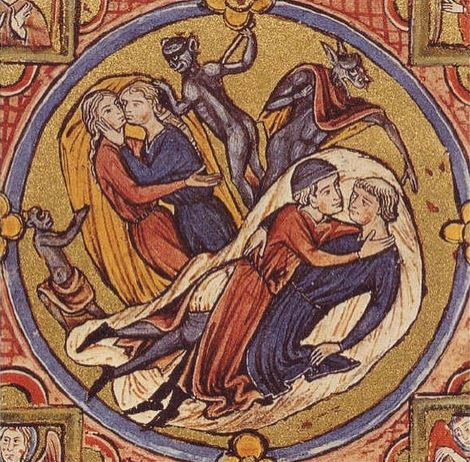
Manuscrito ilustrado de la Biblia Moralizada de Viena (Codex 2554) realizada a principios del para un miembro de la familia real francesa.

La primera parte de la Edad Media estuvo marcada por un avance de la concepción cristiana del amor y la sexualidad que concebía la sexualidad como un pecado. El ideal era el santo, virgen o casto. La continencia, es decir, una práctica restringida de la sexualidad dentro del matrimonio heterosexual, es un mal menor. Se valorizan los afectos entre mujeres o entre hombres y distintos poetas hablan de ellos como Baudri de Bourgueil y Marbode. En estos cantos, la retórica erótica es parte de la virtud de los personajes.
Dos cambios alteraron la situación a partir de los siglo XII. Fue en esta época cuando surgió la persecución de la «sodomía», en el sentido amplio de práctica sexual no reproductiva que incluye el coito entre dos hombres. Está bien documentado que la acusación de practicarla servía como arma de deslegitimación política. El primer ejemplo con el que contamos es la campaña de desprestigio emprendida contra Juan, obispo de Orleans, que fue acusado de haber tenido relaciones carnales con Felipe I como lo afirma Yves de Chartres en una carta a Urbano II. Estas acusaciones cobraron fuerza a medida que la sociedad medieval abandonaba cada vez más la celebración del afecto entre los hombres, pues si bien este vínculo era valorado entre señor y vasallo en un contexto de poder menos centralizado, sería por el contrario criticado en un contexto de una monarquía fuerte, ya que la aristocracia veía las relaciones demasiado íntimas entre el soberano y otro hombre como una forma de favoritismo. Por su parte, el monarca podía sentirse amenazado por las fuertes alianzas entre súbditos.
Esta fue también la época en la que convergieron el amor verdadero y la sexualidad normativa, primero en la literatura de los trovadores y luego en el seno de la Iglesia, que sacralizó el matrimonio heterosexual al consignarlo como un nuevo sacramento en el Cuarto Concilio de Letrán de 1215. Esto significaba que el afecto y la sexualidad quedaban restringidos al matrimonio, excluyendo así la afectividad homoerotica. A partir de entonces, la homosexualidad ya no se percibía en su dimensión afectiva o social, sino únicamente a través del prisma sexual. Es esta inversión, entre otras cosas, lo que hace que contibuye a hacer del catarismo una herejía especialmente grave a ojos del papado, el hecho que se les acusaba de homosexualidad, también conocida como «bougrerie». La condena de la herejía a través de la homosexualidad hipersexualizada alcanzó su apogeo en el proceso de la Orden del Temple, a principios del XIV, donde las acusaciones contra los Templarios enumeraban en particular fellatio y anilingus.
Los historiadores pensaron durante bastante tiempo que las el lesbianismo no correspondía a la leyes de sodomía, pero estudios más recientes muestran que juristas como Cino da Pistoia tomaron en consideración la Lex foedissiman de 287, una oscura ley de Diocleciano para condenar a las mujeres que tenían relaciones sexuales con otras mujeres. En 1400 Bartolomeo de Saliceto se ampara en esta ley para condenar el lesbianismo a la pena de muerte y Lecturas de Saliceto se convertirían en una referencia hasta el siglo XVIII.

## Período moderno

### Condena teológica, jurídica y moral
Algunos filósofos de la Ilustración se posicionaron en contra de la penalización de la homosexualidad, como Voltaire, Condorcet o Montesquieu. Sin embargo, su defensa de la despenalización iba acompañada de una condena moral, criticándose la respuesta penal sólo porque sería menos eficaz que la mera condena social. Otros, menos numerosos, sostienen que la homosexualidad es tan natural como la heterosexualidad. Denis Diderot y Théophile de Bordeu sostienen que la sexualidad homosexual no puede ser condenada, ya que su única consecuencia práctica es proporcionar placer a los participantes. El historiador Bryant T. Ragan Jr. sostiene que la frecuente y peyorativa asociación entre homosexualidad y filósofos ilustrados por parte de sus retractores impidió a estos últimos defender la homosexualidad libremente por miedo a ser vistos ellos mismos como homosexuales. En efecto, la homosexualidad llegó ser llamada "amor socrático" y "vicio de los filósofos". Voltaire y d'Alembert fueron personalmente acusados de mantener relaciones con hombres.
El pensamiento homófobo se justifica entonces con argumentos teológicos, jurídicos y sociales. La condena teológica se basaba en una asociación entre homosexualidad y herejía: la novela pornográfica Thérèse philosophe se refiere a los homosexuales como "herejes", y el término más común en la época para referirse a un gay, "bougres", procede del siglo XII y es una distorsión de "búlgaros", un pueblo al que se consideraba lleno de herejes y sodomitas. La asociación entre herejía y homosexualidad era tan fuerte que, desde la Reforma hasta finales del siglo XVIII, figuras protestantes, como Pierre Jurieu, acusaban a los católicos, especialmente a los sacerdotes, de mantener relaciones sexuales entre ellos. Los anticlericales retomaron este motivo, como lo hace Voltaire en su Candide. Se comenzó a desarrollar un estereotipo pornográfico de los monasterios como lugares de libertinaje gay y lésbico, desarrollado por Mirabeau en Erotika Biblion.
En este contexto, sólo se hace referencia a la homosexualidad mediante perífrasis, como «el vicio más notorio» o «abominación de las abominaciones». Estos eufemismos estaban bien vistos por los teólogos, que pensaban entonces que nombrar directamente la homosexualidad daría a sus ignorantes lectores la idea de practicarla. En cambio, cuando los juristas condenaban la homosexualidad, lo hacían explícitamente. Aunque el término «homosexual» aún no existía, el término «sodomita» se refería tanto a la práctica del sexo anal como a las relaciones entre personas del mismo sexo, masculino o femenino. Los juristas precisaban que se referían a la segunda acepción, tipificando la homosexualidad como un delito.
También fue en esta época cuando apareció la fetichización del lesbianismo como tema pornográfico dirigido a un público de hombres heterosexuales.
Por último, la homosexualidad se considera una violación de las leyes naturales. Por ejemplo, Francois Bernier cree erróneamente que la homosexualidad es exclusiva del hombre y no se encuentra en el reino animal, de lo que deduce que sólo puede ser una perversión. Esta condena de la homosexualidad fue acompañada de una naturalización de la heterosexualidad, con una literatura francesa del siglo XVIII rebosante de celebraciones de la atraicción entre hombres y mujeres, que constituía la norma. Como resultado de esta visión de la homosexualidad como algo antinatural, las relaciones sexuales entre hombres o entre mujeres se consideraban peligrosas para la salud. Diderot criticó este punto de vista en El sueño de D'Alembert: si los seres humanos tienen relaciones homosexuales, es porque la homosexualidad es la naturaleza humana, ya que es imposible actuar en contra de la propia naturaleza.

### La homosexualidad como construcción social
Varios filósofos ven la homosexualidad no como un pecado o una naturaleza individual, sino como una consecuencia de la organización de una sociedad, y por tanto una construcción social. De ello extraen diversas conclusiones morales.
La primera interpretación es que, dado que la homosexualidad es mala en sí misma, las prácticas sociales que la fomentan también lo son. Es el caso, por ejemplo, de Montesquieu, que (en Les Lettres persanes) critica la parctica de los harénes, así como la práctica del deporte nudista en la antigua Grecia (en De l'esprit des lois) que se había retomado en los internados masculinos de su época. Diderot formula críticas similares respecto a los conventos (en La Nonne).
Helvétius (en De l'Homme) constata que la aceptación de la homosexualidad, a la que se refiere como "amor griego", es común en otras civilizaciones. Toma los ejemplos de la antigua Grecia, del Perú precolombino y los monasterios budistas de Japón de su época. Con esto invita a sus lectores a comparar las leyes morales de las sociedades humanas para identificar una que pueda ser verdaderamente universal, concluyendo que el rechazo del sexo homosexual no lo es.

### La homosexualidad como identidad y cultura

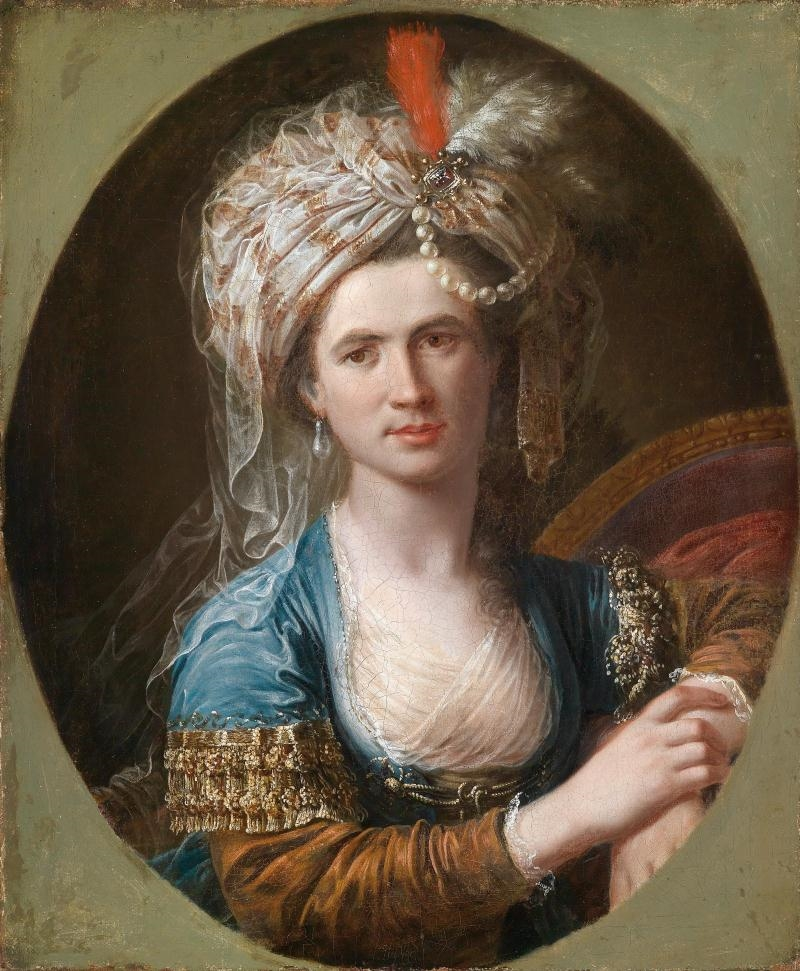
Retrato de Chevalier d'Eon, representante de Luis XV en la corte Inglesa que a partir de los 49 años y hasta el fin de sus días se declararía una mujer.

Entre los años 1700 y 1720, la homosexualidad masculina pasa de designar una conducta a considerarse no sólo como un comportamiento que cualquiera podía manifestar, sino como una identidad propia y estable en el tiempo. "Sodomita" comienza así a designar, y a ser pensado por los hombres que se identifican con el término, como una forma de ser diferente del hombre heterosexual, necesariamente más afeminado. Del mismo modo, a partir de la década de 1780, los términos «sáfica» y «tribade» se utilizaron para designar a las mujeres lesbianas, que se consideraban también de naturaleza más masculina que las mujeres heterosexuales.
Esta aparición de una identidad específica vino acompañada de una visión de las relaciones homosexuales como una afición que excluía la atracción heterosexual, mientras que hasta entonces la crítica de la "sodomía" atacaba comportamientos más bien bisexuales, es decir, que podían ser sodomitas también las personas que mantenían relaciones con el otro sexo. Esta exclusión de la bisexualidad del imaginario colectivo puede encontrarse en el relato autobiográfico Le Cosmopolite de Louis-Charles Fougeret de Monbron, que presenta a los hombres musulmanes como muy a menudo bisexuales, en contraste con el cristianismo donde esta orientación sería una anomalía. Mirabeau defiende la homosexualidad y retoma el mito platónico de la androginia (en El Banquete) suponiendo que si el origen de hombres y mujeres heterosexuales fue la separación los seres dobles mujer/hombre, también existían seres mujer/mujer que darían lugar a las lesbianas y seres hombre/hombre, ancestros de los homosexuales. Esta reinterpretación de la alegoría excluye también la bisexualidad.
Este nuevo pensamiento de la identidad homosexual permite la aparición de una comunidad y cultura gay, en particular en París. Los "sodomitas" de la época adoptaban manierismos afeminados, se ponían apodos femeninos y se dirigían entre ellos por tutoiement (tuteandose). El cruising se desarrolló, principalmente en lugares públicos de ejercicio de la prostitución, como las orillas del Sena, los bulevares del norte de la ciudad o los jardines públicos. Los puntos más frecuentados eran los jardines des Tuileries, los de Luxemburgo y el Jardin du Palais-Royal.  Numerosos cabarets sirvieron de lugares de encuentro y de actividad sexual durante el siglo XVIII, en particular el Petit-Trianon, la Tour d'Argent, la Croix d'or, el Roi des Laboureurs y el Franck Pinot. Se desarrolló un argot específico: mientras que «sodomita» era un término general, «giton» se refería a una pareja exclusivamente pasiva y «bardache» a un joven pasivo que mantenía relaciones con hombres mayores.

### Represión legal de la homosexualidad

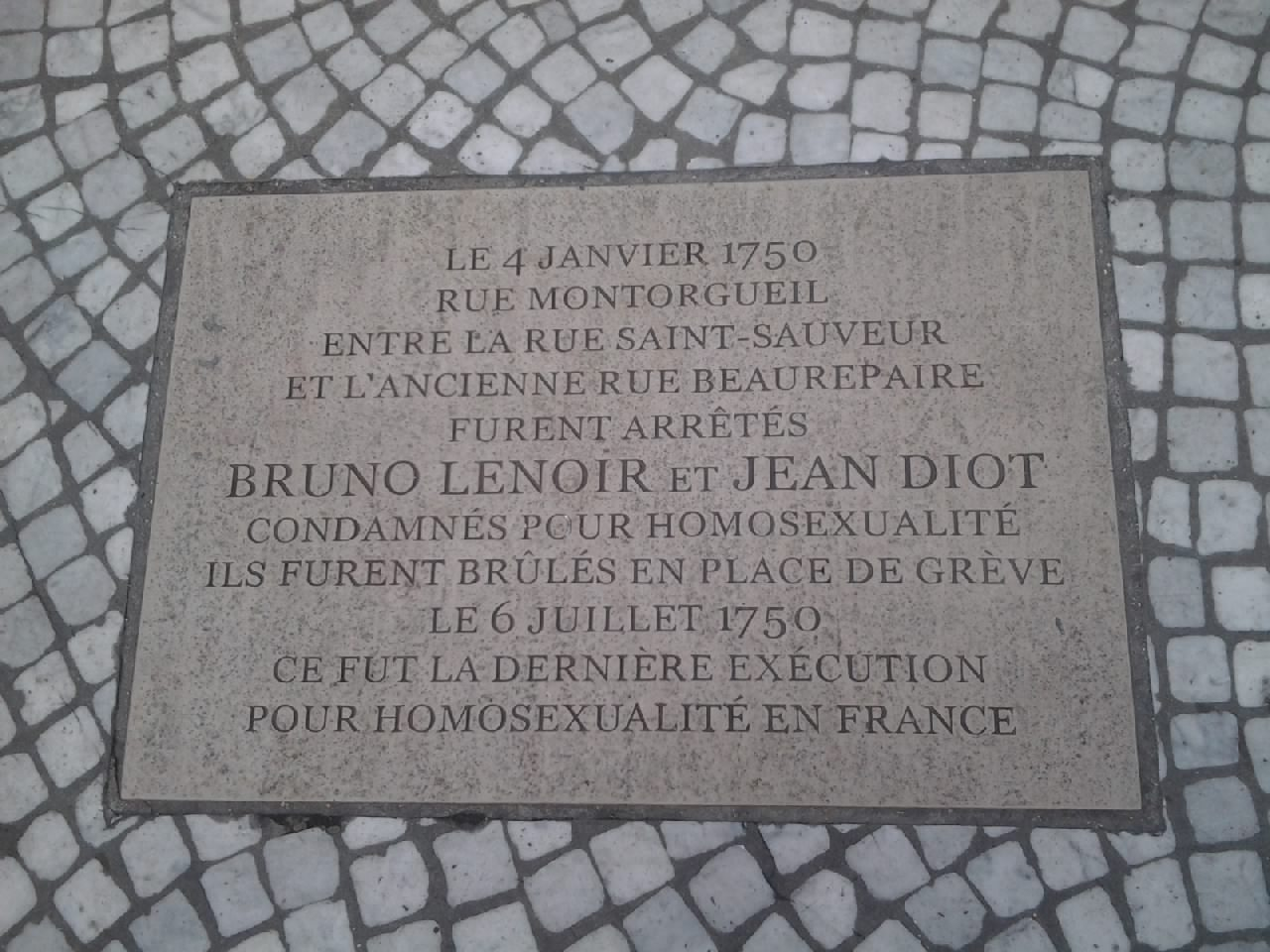
Placa situada en la Rue Montorgueil en homenaje a Jean Diot y Bruno Lenoir, últimas personas ejecutadas en Francia por homosexualidad en 1750.

A pesar de esta condena social, la represión legal de las conductas homosexuales fue disminuyendo progresivamente: la discrepancia entre la dureza de las penas previstas por la ley y la laxitud de la aplicación era característica de la Francia del antiguo régimen. A principios del XVIII, las relaciones homosexuales sólo se castigaban con unas horas o unos días de calabozo. Para identificar sodomitas, la policía utilizaba agentes infiltrados, reclutados entre los presos por otros delitos, que fingían buscar sexo en lugares de encuentros homosexuales para detener a estos en flagrante delito. Cada año, se detiene así a varios centenares de hombres.
En 1725 estalla el escándalo Deschauffours, que acusaría a un empersario parisino de mantener una red que secuestraba a jóvenes para venderlos a aristócratas y altos cargos del clero. Este episodio, escabrosamente relatado por la prensa, asociará la homosexualidad a una conspiración para violar menores. La intolerancia hacia la homosexualidad se exacerbó pues en lo que respecta a público y las autoridades, hasta el punto que en 1750 Jean Diot y Bruno Lenoir serían ahorcados por sodomía en la Place de l'Hôtel-de-Ville, la última condena a muerte por homosexualidad en Francia. Aunque otros cinco "sodomitas" fueron ejecutados entre 1714 y 1783, su homosexualidad no era más que una circunstancia agravante de otros delitos, como asesinato o violación. En total, el número de condenados a muerte durante la Edad Moderna en Francia se estima en 36 hombres y dos mujeres.
En general, el siglo VIII se caracterizó por un tratamiento diferenciado de la homosexualidad masculina: la nobleza y el clero francés gozaba de la clemencia de los jueces cuando se sentaba en el banquillo por "delito de sodomía" mientras que a miembros del tercer estado se les imponía la totalidad de sus sentencias. El historiador Jean-Louis Flandrin explicaca el bajo número de condenas por homosexualidad sugiriendo que el comportamiento homosexual era simplemente demasiado común para ser objeto de una persecución rigurosa. A esto se suma que las relaciones homosexuales tenían la ventaja de no dar lugar a bastardos, cuyo nacimiento era mucho más peligroso para el orden social y familiar de la época.

## Revoluciones y contrarrevoluciones (1978-1890)

### Periodo revolucionario

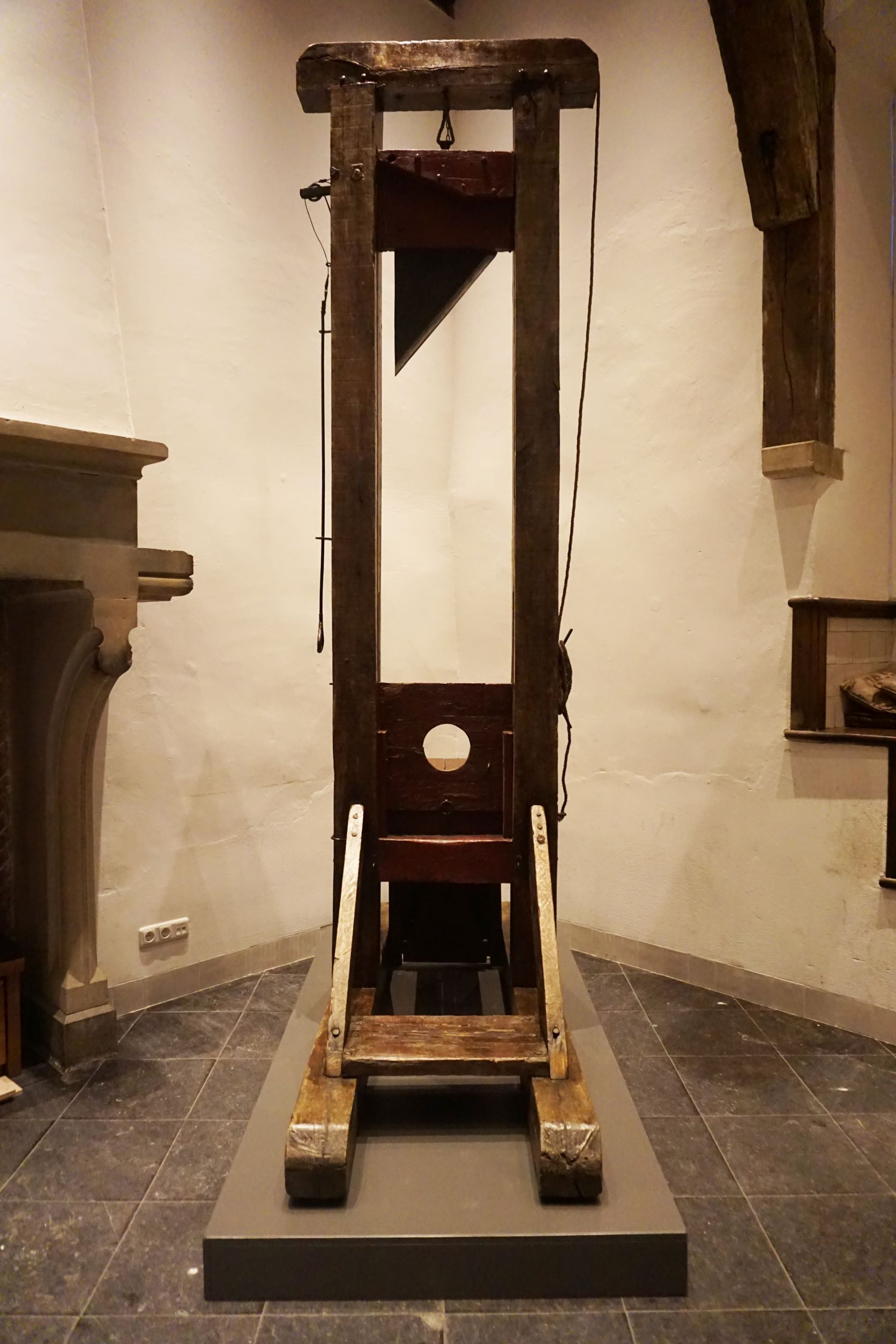
Una guillotina, modo de ejecución predilecto de las autoridades francesas.

En 1791, la condena legal de la sodomía ha desaparecido progesivamente del Código Penal sin causar debate ni que se se le de mayor importancia. El historiador François Atreyu explica que la influencia de la revolución llevó a una progresiva secularización. Junto con la sodomía desaparecían las condenas por blasfemia, sacrilegio, herejía y magia. Pero el cambio no reflejaba una mayor tolerancia de la homosexualidad e inmediatamente después de la reforma, el código de la policía municipal se dotó de dos nuevos delitos: el atentado al pudor y la incitación de los jóvenes al libertinaje. Estas figuras servirían para reprimir más discretamente la homosexualidad, relegándola a la esfera intima.
Al mismo tiempo, homosexualidad y bisexualidad siguen siendo apareciendo en los panfletos político-pornográficos como prueba de la perversión de la élite aristocrática y, por tanto, de su ilegitimidad para ejercer el poder. Este tipo de críticas se concentraban a menudo en María Antonieta, acusada de "tribadisme" (lesbianismo) y ninfomanía, imaginando que tenía relaciones con la contesa de Polignac y la princesse de Lamballe. Los partidarios de la monarquía constitucional hiciero de De Polignac la seductora de la cual la Reina había sido víctima, mientras que los antimonárquicos representaban a la Reina como activa participante y responsable de estas relaciones. La misma imagen se utilizaría porco después contra la revolucionaria Théroigne de Mericourt. Se estigmatizaba también a los hombres, a los que se imaginaba adoptando roles pasivo en sus relaciones e incapaces de tener una erección, siendo por tanto menos hombres.

### Periodo napoleónico

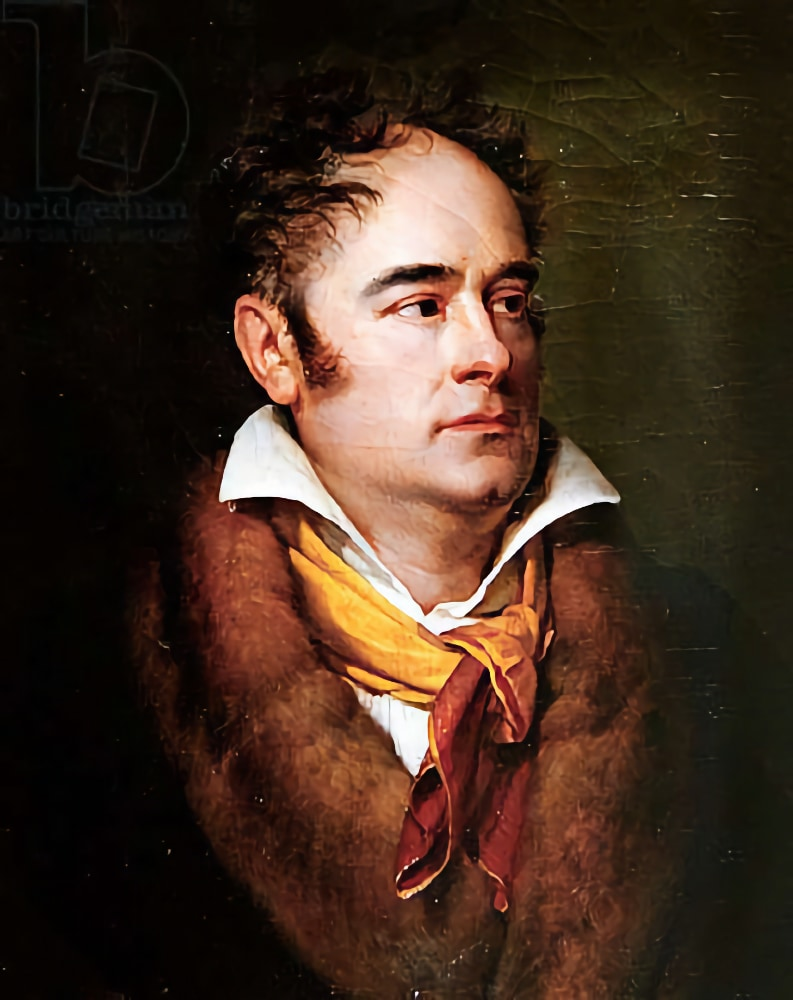
Joseph Fiévée, hombre de Estado y espía, vivía abiertamente con su amante, el poeta Théodore Leclercq.

Si bien el código penal de 1810 no reinstauró el delito de homosexualidad (o sodomía), sí sirvió para afianzar los de «atentado al pudor» e «incitación al libertinaje juvenil», añadizendo a estos el delito de «indecencia pública». La política de Napoleón I respecto a las relaciones entre hombres fue, generalmente, represiva; privilegiando métodos discretos y eficaces para que la policía la persiguiese sin armar escándalo ni darle publicidad.
Napoleón ordenaría directamente a su archicanciller Jean-Jacques-Régis de Cambacérès que se buscase públicamente una amante para acallar los rumores sobre su homosexualidad. Más tarde, el emperador presumiría de la escasa presencia de homosexuales en Francia, atribuyendolo a la belleza de las mujeres francesas. Sin embargo, a pesar de esta voluntad de guardar las apariencias, algunos de sus allegados eran abiertamente homosexuales como Joseph Fiévée, que vivía con su amante, Théodore Leclercq.
De esta forma, la policía seguiría llevando a cabo esencialmente la misma actividad excepto que el delito ya no era el de «sodomía» sino o bien «atentado al pudor», que se aplicaba a cualquier relación homosexual en el espacio público. Cabe destacar que la represión no se limitaba a perseguir el sexo en lugares públicos, sino que en la esfera privada se les perseguía por «incitación al libertinaje»: consistente en que dos hombres se «corrompen mutuamente» y se aplicaba a cualquier pareja aquileana que cohabitase o existiera en público.
Sin embargo, las autoridades no eran el único brazo de la homofobia social. El 25 de marzo de 1792, un grupo de ciudadanos decidieron salir a buscar homosexuales en los jardines de las Tullerías para secuestrarlos hasta la comisaría. El mismo tipo de incidentes ocurrieron en Chartres, Issoudun y Valence, ciudades donde se habían formado pequeñas comunidades homosexuales. Los autores de las violencias no fueron perseguidos por las autoridades, que se contentaron con detener a las víctimas.

### Restauración borbónica
La monarquía de Julio fue un periodo de relajación de los roles de género y revitalización de la fluidez sexual. En la novela oiselle de Maupin de Théophile Gautier el héroe presenta todas las características de lo que hoy llamamos bisexualidad y género fluido, presentándose como hombre y más tarde como mujer. Se enamora del caballero Théodore de Serannes antes de darse cuenta de que es una mujer travestida y acaba teniendo relaciones tanto con el héroe como con su amante. En la literatura, la homosexualidad, el travestismo y la intersexualidad (conocida como «hermafroditismo») fueron temas muy populares. También aparecen en Mademoiselle de Maupin y Fragoletta de Henri de Latouche, así como en Sarrasine, Séraphîta, La Fille aux yeux d'or, Papá Goriot, Vautrin y Splendeurs et misères des courtisanes de Balzac. Sin embargo, esta fluidez no se celebraba en sí misma, sino que servía como fase en el camino hacia heterosexualidad normativa, que se consideraba la conclusión natural.
Es de interés el caso de Jenny Savalette de Lange, dama que legaría a formar parte de la corte de Luis XIII y de Carlos X. No trasciende gran cosa sobre su vida excepto que tras su muerte, durante el aseo mortuorio que llevaban a cabo su sobrina y una vecina, se descubrió que se trataba de «un hombre que vivió travestido toda su vida», un «homme-femme». Interpretaciones modernas han visto el caso de Savalette como el de una de las primeras mujeres trans francesas de las que hay registro.
A pesar de que la mayor tolerancia, las relaciones homosexuales en el seno de grupos marginados fueron especialmente estigmatizadas por temor a que perturbaran el orden social. En julio de 1843 se prohibió a las prostitutas parisinas compartir piso, pues era notorio que estas mantenían relaciones entre ellas. La homosexualidad también fue un argumento para implantar celdas individuales en las prisiones masculinas y aparecen términos para los hombres que se dan al sexo homosexual en prisión pero vuelven a la heterosexualidad al ser liberados. Las relaciones homosexuales entre hombres también se desarrollaron en la colonia penal de Guyana.

### Segundo imperio

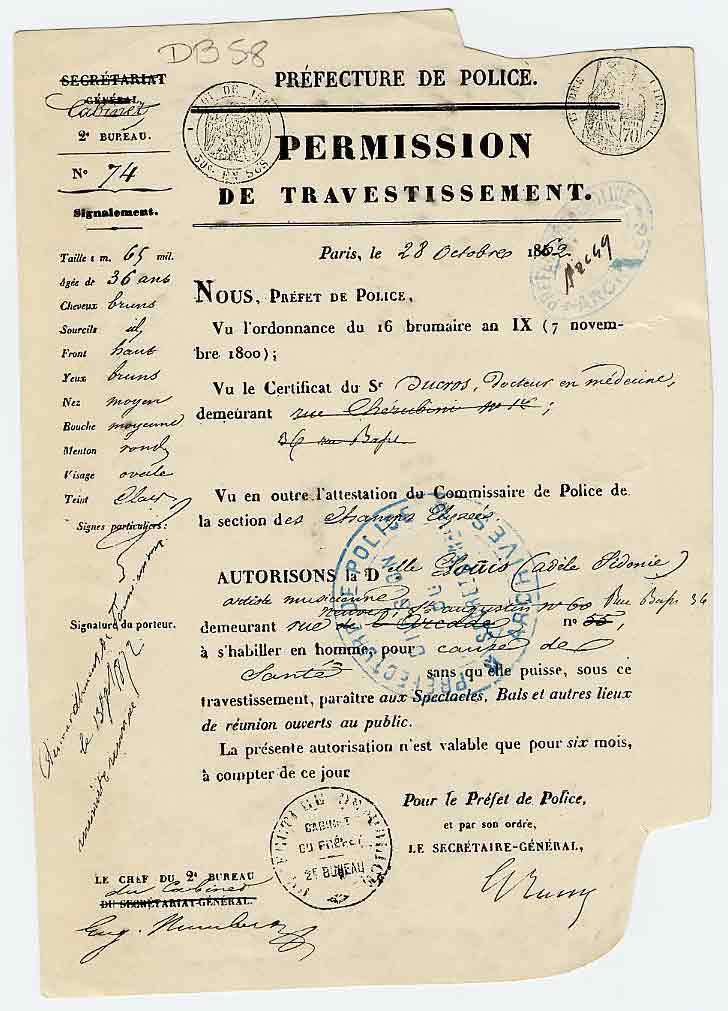
Permiso de travestismo expedido por la Prefectura de Policía de París, 1862.

El Segundo Imperio vino acompañado de una moral sexual mas estricta, con fuertes barreras entre roles pasivos y activos asi como entre heterosexualidad y homosexualidad. Para la historiadora Victoria Thompson, esto fue consecuencia de la intensificación de las barreras de clase. La burguesía consiguió conservar su poder y hacer añicos los ideales obreros de las Jornadas de Junio. Su análisis de fuentes literarias y médicas revela que las relaciones entre hombes o entre mujeres son particularmente escandalosas cuando tienen lugar entre personas de distintas clases. Al contrario, Thomson cita el ejemplo de un inspector de policía que critica las relaciones homosexuales no respetables en oposición a otros ejemplos respetables: las compuestas por dos hombres de la misma clase social, edades diferentes, que finjen ser amigos de puertas afuera y de puertas adentro asumen uno asume el rol de hombre y otro el rol de mujer. En este caso, el travestismo en la intimidad se convierte en un argumento para tolerar la homosexualidad. Sin embargo, en público se persigue el travestismo femenino e incluso a las lesbianas que se visten de forma «demasiado masculina».
En 1863, Marie-Antoinette Lix participó y se distinguió en como heroína de la insurrección de enero 1863 disfrazánda de hombre y haciéndose llamar «Tony».
Las relaciones lésbicas entre prostitutas se normalizaban más y más, consideradas una consecuencia natural de la visión diaria los defectos de los hombres. Una de estas relaciones se describe en Les Parisiennes de Paris de Théodore de Banville, así como su trágico final. Los libros Nana (novela), La Curée y Les Femmes Damnées de Émile Zola y Charles Baudelaire utilizan el lesbianismo como prueba de la corrupción moral de los maridos burgueses que, incapaces de amar a sus esposas, las obligan a recurrir otras prostitutas para obtener satisfacción sexual.
Se pueden identificar distintos niveles de intolerancia en el seno de la sociedad francesa, pero la influencia del estigma religioso y de clase se mantuvieron constantes. En París, se desarrolló una técnica de chantaje en torno a la prostitución masculina en la que un cómplice del gigoló se personaba con un uniforme policial para detener al cliente. El objetivo era asustar a este y extorsionar un soborno. Esta práctica, descrita en el cuento Monsieur Auguste de Joseph Méry vino a afianzar la asociación imaginada entre homosexualidad y criminalidad.
Las autoridades médicas también contribuirían a la actitud de persecución contra homosexualidad y desviación de género. La publicación Étude médicale sur les attentats aux mœurs (en francés, Estudio médico sobre los ataques a la moral), de Auguste Ambroise Tardieu, comenzaba analizando las violaciones pedófilas para obtener conclusiones sobre los hombres homosexuales en general, a los que consideraba enfermos y potenciales criminales. El médico ditingue la bisexualidad, que no existe, de los casos de hombre homosexuales que ocultan sus tendencias, así como de los hombres heterosexuales que se ven obligados a mantener relaciones homosexuales en situaciones de privación. Fueron estos trabajos los que comenzaron a desarrollar un concepto de orientación sexual, según el cual la identidad de una persona ya no se basa únicamente en su comportamiento sino también en sus deseos. También contribuyó a naturalizar la diferencia entre hombres homosexuales pasivos y activos. Sus estritos condujeron una mayor condena de la homosexualidad y bisexualidad masculina, junto a la patologización de la homosexualidad femenina, que para el siempre es una enfermedad mental.

## Tercera república (1870-1940)

### La cultura homosexual

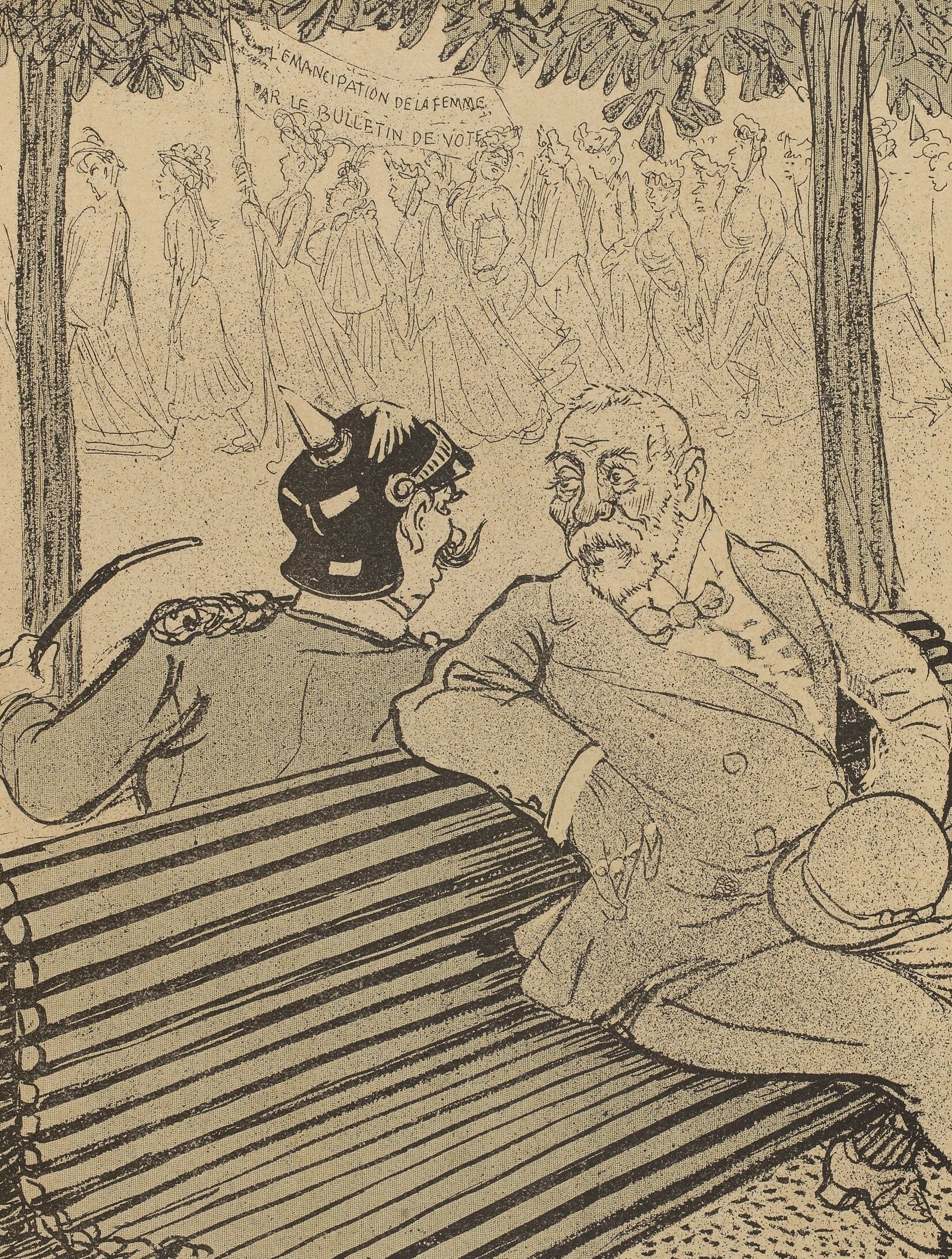
Caricatura sobre el escandalo Harden-Eulenburg publicada en el semanario L'Assiette au beurre. El caricaturista sitúa la escena en un jardín público, evocando un punto de encuentros homosexuales.

Los lugares de «drague» continúan multiplicandose y ven aparecer una cultura propia, asi como una comunidad en la que todo el mundo se conoce. En distintos cafés y bares se organizan noches de baile homosexual que la policía interrumpe ocasionalmente para efectuar detenciones. A estos lugares de encuentros anónimos o de prostitución masculina que ya existían durante el siglo VIII se añaden otros. William A. Peniton señala que es difícil para los historiadores distinguir entre lo que era prostitución y o relaciones libres entre iguales, ya que ambas actividades eran tratadas de la misma manera en los registros judiciales y policiales. La prostitución homosexual hasta entonces era exclusivamente masculina, pero se extiende progresivamente a las mujeres.
Entre lesbianas aparece un argot propio, con términos como «vendedora de ajo» para referirse a lesbianas de clase trabajadora así como para las lesbianas activas o pasivas durante el acto sexual. El bar parisino Le Hanneton era un hervidero de lesbianismo proletario. A pesar de que había gays y lesbianas en todos los estratos de la sociedad, la cultura sindical de la época asociaba la homosexualidad a las clases dirigentes y la heterosexualidad a las luchas populares.
El escritor Jacques d'Adelswärd-Fersen funda primera revista homosexual francesa, Akademos en 1909. Esta deajría de publicarse tras solo 11 números por falta de financiación.
Fue en esta época de nacionalismos cuando se forjaría un mito de consecuencias nefastas: la homosexualidad como vicio germanizante y signo de traición. En efecto, en Alemania el escándalo Harden-Eulenburg llevó al público a pensar que el que el entorno del Kaiser Wilhelm II estaba repleto de homosexuales. La prensa francesa de la época se hizo eco del asunto, burlándose del ejército alemán y sus oficiales e interesandose en cada escándalo de homosexualidad en el ejército francés. En 1907, estalla el «escándalo de Bourges» en el que un capitán y un teniente del 95.º regimiento de infantería franceses fueron acusados de mantener relaciones homosexuales con soldados. Se seguirían denunciaron otros casos hasta 1912, año en el que se pone el foco en la relación entre un militar un francés y un soldado alemán, dando lugar a especulaciones infundadas de espionaje.

### Un nuevo paradigma

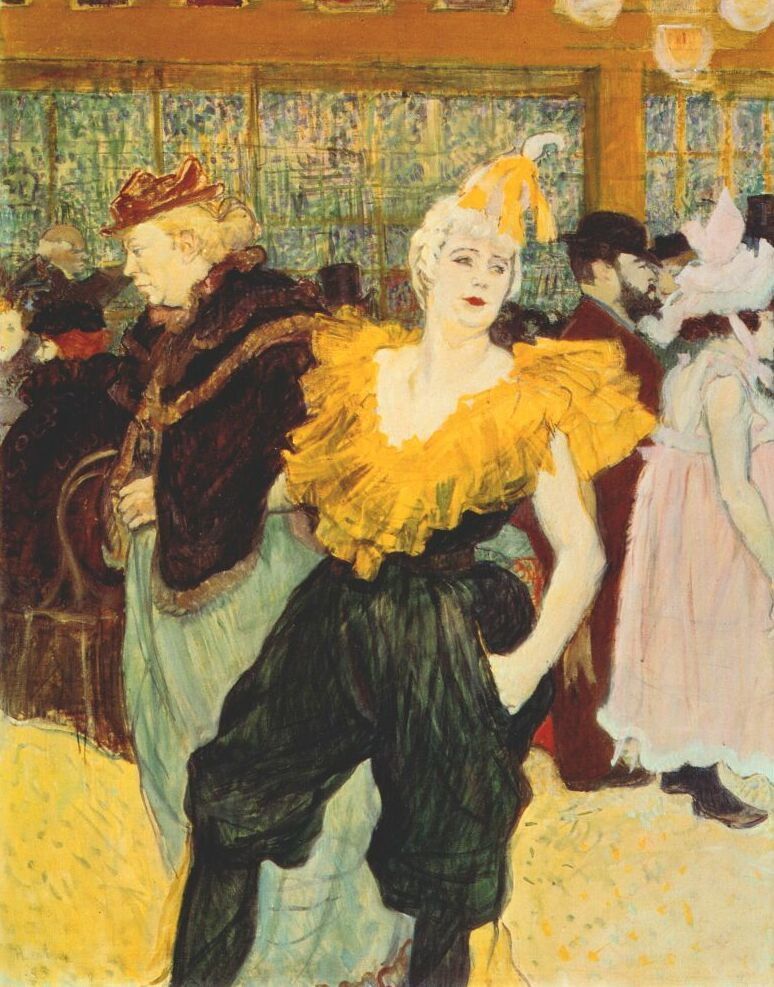
Henri de Toulouse-Lautrec, La clown Cha-U-Kao au moulin rouge, 1895.

Ambroise Tardieu sería un autor importante en lo que respecta a la construcción cientifica de nuevos prejuicios homófobos, en particular la idea de que los hombres homosexuales son celosos y violentos por naturaleza. También denuncia la dimensión antisocial del sexo entre hombre des distintas clases y el «cosmopolitismo de estas degradantes pasiones». Su obra, Étude médico-légale sur les attentats aux mœurs, se editaría 6 veces entre 1857 y 1878, empujando al sistema judicial a tratar las relaciones homosexuales como prueba de culpabilidad en casos de asesinato.
Las clases sociales privilegiadas consideran que solo su propia clase es capaz de corromper a las clases trabajadoras, que son sexualmente inocentes. De la misma manera, el lesbianismo estaba fuertemente asociado a la prostitución, hasta el punto que a los franceses les costaba imaginar que hubiese lesbianas que no ejerciera la prostitución. El lesbianismo se sexualiza y se extiende la producción de imágenes pornográficas de mujeres para un público masculino. Toda esta cultura de hipersexualización lésbica no afecta a las lesbianas marimacho, a las que simplemente se continúa estigmatizando.

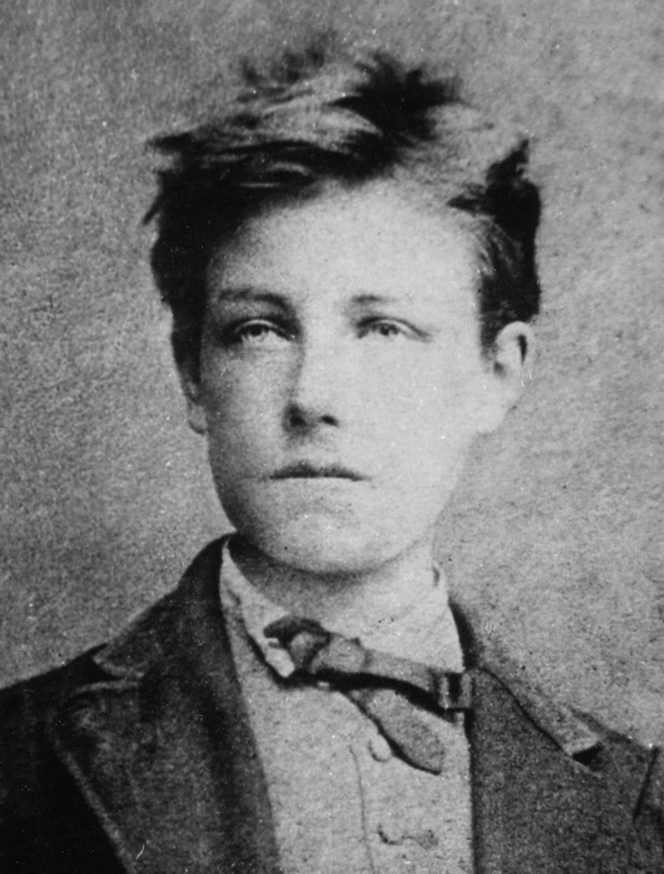
Retrato de Arthur Rimbaud en 1872, poeta homosexual.

La década de 1890 trajo numerosas obras sobre el tema de la homosexualidad femenina. Georges Barbier publicó les chansons de Bilitis, una colección de poemas supuestamente traducidos del griego. Henri de Toulouse-Lautrec realizó varios cuadros tomando como modelo a la payasa Cha-U-Kao, abiertamente lesbiana. La Comtesse, de nombre Arthur Belorget, es otra artista lesbiana y transgénero. Marcel Proust, creador de la novela homosexual en Francia, fue uno de los primeros escritores de su época en evocar el tabú de la homosexualidad en la literatura. Durante esta época Oscar Wilde fue un icono para los homosexuales, particularmente a André Gide. De este periodo del que se conservan muchas fotografías homoeróticas, tanto de mujeres como de hombres.

### Primera Guerra Mundial (1914-1918)
Durante la Primera Guerra Mundial muchos hombres dejan sus hogares, contribuyendo a un momento unico en cuanto a la aceptación de las relaciones sáficas. Por otro lado, en el frente, las autoridades militares trabajaron activamente para desalentar las relaciones entre soldados. Desde 1896 los franceses asociaban la homosexualidad con la cultura y la prostitución masculina de Berlín, hasta el punto de ser apodada «el vicio alemán». Uno de los tópicos en las relaciones galo-germanas de esta época es el paralelismo con la guerra del Peloponeso en la que Francia se identificaba con la Atenas y Alemania sería Esparta: «Bárbara, cultural y estéticamente inferior, militarista y asolada por la homosexualidad». Paradójicamente, el único territorio de la Francia actual donde existía un delito de homosexualidad eran Alsacia y Lorena, administrabas por el Reich. Entre 1902 y 1913 se dictaron 144 autos de procesamiento y 114 condenas.
Se popularizó un nacionalismo natalista, que veía en la natalidad el factor clave que aseguraría la supervivencia nación francesa. La heterosexualidad era patriótica, como se ilustra en Corydon de André Gide. Esta inquietud se exacerbaría aún más tras la guerra, momento en que la muerte de 1,3 millones de jóvenes en las trincheras llevó a temer, erróneamente, que «el pueblo francés se extinguiría en treinta años».

### Entre-guerras (años 20 y 30)

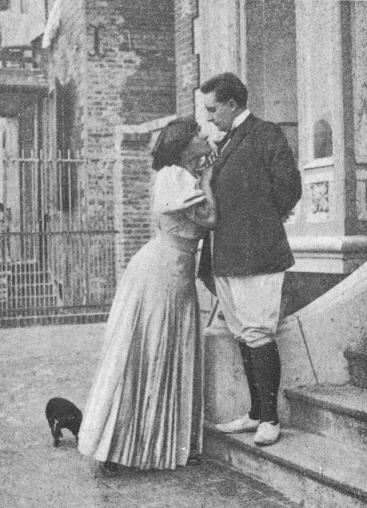
Colette junto a su amate, Mathilde de Morny.

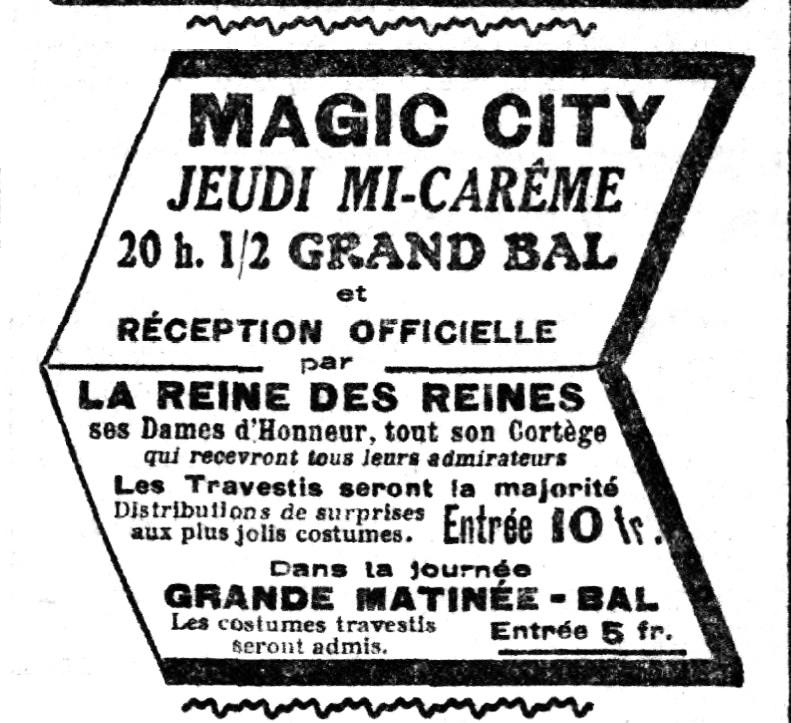
Publicidad para el baile de mi-carême de 1920 en el Magic City.

La apertura de la entre-guerra se refleja también en la producción literaria. En 1922, la novela La Garçonne de Victor Margueritte lleva a cabo una cruda representación del lesbianismo, seguido de otros entre los que destacan Corydon  en 1924, de André Gide,Le Troisième Sexe en 1927, de Willy, Le Pur et l'Impur de Colette en 1931, un retrato desprejuiciado del lesbianismo y Le Taciturne de Roger Martin du Gard, obra en la que el protagonista se suicida al darse cuenta de su homosexualidad. La revista Marges dedicó una sección especial a la preocupación homosexual en 1926. En esta época la escritora Natalie Clifford Barney, que inmigró a París donde vivía abiertamentemente su lesbianismo, hizo redescubrir a la poetisa Safo primero en Estados Unidos y luego en Francia.
Esta visibilidad no significó que hubiese episodios violentos de homofobia. El asesinato de Oscar Dufrenne en 1933, también conocido como «el crimen del palacio» fue un tal caso, dando lugar a una avalancha de homofobia en la prensa. El Partido Comunista Francés, fundado en 1920, consideraba la homosexualidad un lujo que las clases trabajadoras no podían permitirse. Los partidos de derechas consideraban que el lesbianismo de Louise Michel la desacreditaba políticamente y los movimientos anarquistas preferían presentarla como una solterona empedernida. El libro Corydon de André Gide tendría especial impacto en lo que respecta a la literatura homofoba.
Aunque el término «homosexual» existió desde 1869, este apenas se utilizaba. Se hablaba más bien de «uraniano», «invertido», «pederasta», «ebe» o «desviado» en lo que respecta a los hombres. Las lesbianas eran «mujeres malditas». Tampoco se puede decir que los homosexuales tuviesen ninguna cultura o voz común. Gide, por ejemplo, tenía una visión de los «invertidos» que correspondía perfectamente al cliché homófobo de la época: por un lado están las «almas femeninas en cuerpos de hombre», débiles y vergonzosos, y los «pederastas», que eran respetables, de físico vigoroso y apariencia viril.
A pesar de que no hubiese un paisaje de revistas similar al alemán, la tirada Inversions (Inversiones) publicaría 4 números en 1924 y uno en 1925. Esta revista se concentró en la cultura homosexual y la lucha contra los estereotipos pero sucumbiría rápidamente a críticas internas. Acusado de defectos como infrarrepresentación lésbica, no le ayudó la curiosa mezcla entre una profesión de fe poco clara y un título demasiado explícito. Sus creadores, Gustave Beyria y Gaston Lestrade fueron condenados a 200 francos de multa y 6 meses de prisión.

### Hitos trans y reacciones
En 1929 Violette Morris se sometió a una masectomía, cambio que sumado a su indumentaria masculina provocó que la federación deportiva francesa le denegara la licencia deportiva, invitandola a competir junto a los hombres, esto a pesar de que ser mujer. La primera serie de operaciones de afirmación de género se realizó en el Instituto Hirschfeld, en Alemania, para Dorchen Richter. El cirujano Felix Abraham, que se había formado parcialmente en Francia, realizó y documentó las operaciones. Dorchen y otras personas trans, como la pintora danesa Lili Elbe y el francés Henri Accès recibieron en interés de la prensa francesa. La literatura también exploraría la idea de identidades trans en novelas como La Femme qui était en lui (la mujer que estaba en el) de Maurice Rostand y L'expérience du docteur Laboulette (el experimento del doctor Laboulette) de Marcel Sherol, así como el cuento Le Plaisir singulier (el placer singular), de Pierre de la Batut. Los médicos, sin embargo, se mostrarían ser los más rehacios a reconocer las operaciones de reasignación. Agnès Masson, directora de una institución psiquiátrica, pondría en duda el consentimiento de los pacientes a pesar de todos los documentos que Hirschfeld proporcionaba a sus pacientes y, sobre todo, consideraba que si alguien buscaba cambiar de sexo, se trataba de una consecuencia de la prohibición de la homosexualidad en Alemania. Este sería el principio de una larga tendencia psiquiátrica y psicoanalítica de patologizar la identidad trans.
Los felices años veinte fueron una época de gran visibilidad y libertad para los estilos de vida homosexuales, sobre todo en París. Este submundo se estructuraba en torno a los numerosos clubes y bares de los barrios de Montparnasse, Pigalle y Montmartre, como el bar lésbico Le Fétiche, le Boudoir de l'Amour de Eva Kotchever, o el bar masculino le Magic City. A estos se añadían distintos lupanars, Hammams y Vespasiennes. Esta sociabilidad también se manifestaba en torno a la prostitución frecuentada por los marineros en los puertos de Rouen y Toulon.

## Segunda Guerra Mundial (1940-1945)

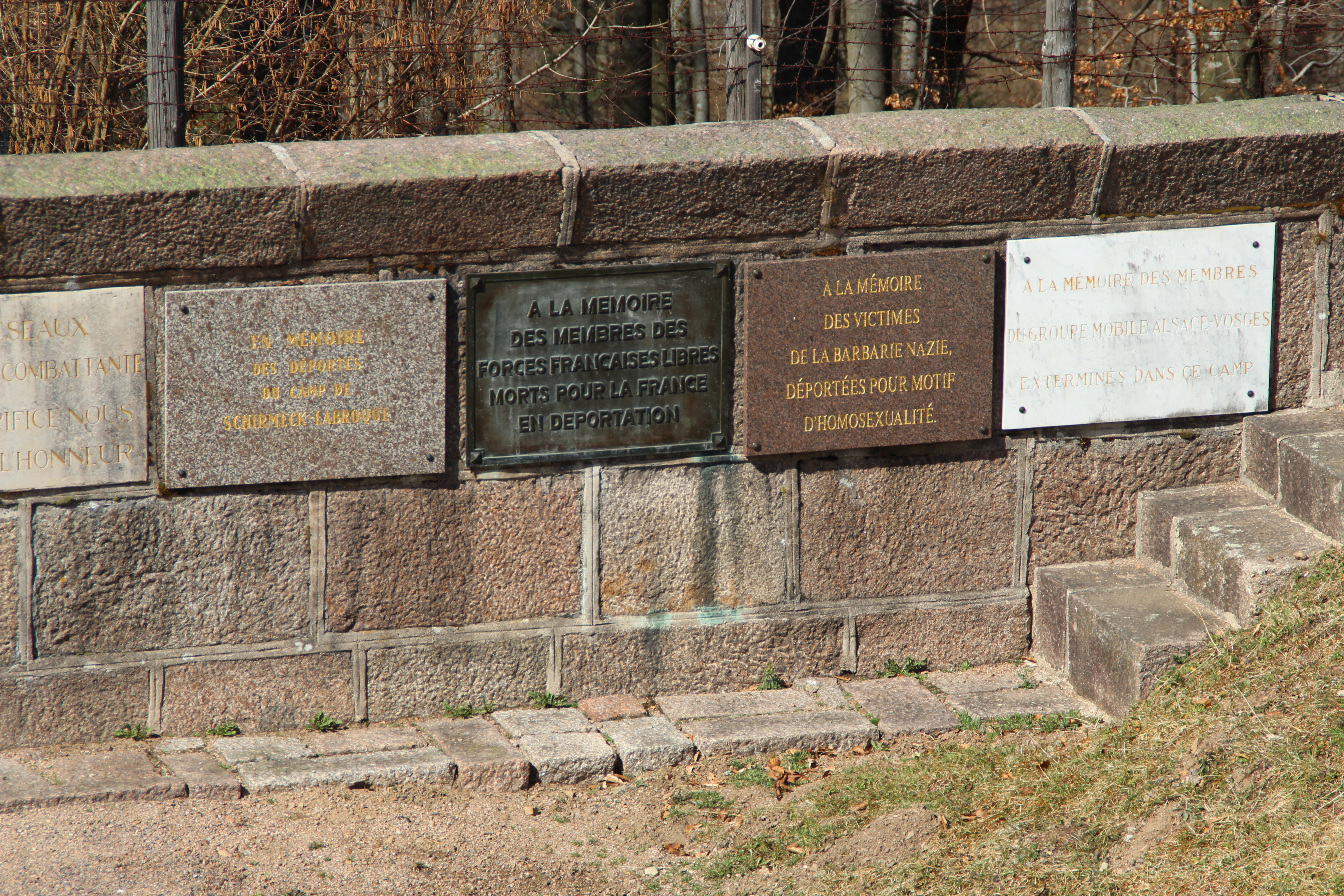
Placas conmemorativas del campo de concentración de Natzwiller-Struthof. Una de ellas alude a los deportados por homosexualidad.

### Francia conquistada
Como parte de los términos de rendición de Francia en junio de 1940, los territorios adyacente a Alemania de Alsacia y Mosela fueron anexionado como parte integral Tercer Reich. A partir de ese mismo verano, las autoridades germanas llevarían a cabo una intensa campaña represión contra la homosexualidad en la que la policía y administraciones locales utilizaron métodos extrajudiciales para «purificar» (Reinigung) los nuevos territorios. La alegalidad de estas acciones permitió una mayor brutalidad sin tener que rendir cuentas. Si bien la policía francesa de estas regiones no conservaba un registro de homosexuales, sí que contaban con un archivo de condenados por indecencia pública. En noviembre, alemanes y policías locales colaboraron para completar la listas y llevar a cabo las detenciones de masa. Los homosexuales también podían ser denunciados por sus alcaldes, vecinos, familiares o compañeros de trabajo. A algunos los expulsarían a la Francia de Vichy mientras que otros fueron enviados a campos de reeducación o de trabajos forzados.
La diferencia entre los destinos de los hombres que fueron deportados y los que fueron internados en campos puede parecer arbitraria, pero distintos historiadores han tratado de explicarla como una consecuencía del doble discurso de las autoridades. Estas distinguían entre la homosexualidad adquirida (curable y menos grave) y la homosexualidad innata (que llevaba a corromper a los jóvenes). La segunda se pensaba como una enfermedad incurable, asociándola a rasgos y modales afeminados. Estos convictos franceses expresaban muy poco sentimiento de identidad homosexual o bisexual, a diferencia de los homosexuales de Baden, comunidad cuya cultura estaba se construyó alrededor de la literatura teórica homosexual alemana de los años treinta. Otros han propuesto que la arbitrariedad de las condenas eraconsecuencia de las disensiones internas del régimen nazi. En efecto, Heinrich Himmler, mano derecha de Hitler, estaba a favor de enviar a un gran número de alsacianos a campos de concentración mientras que Robert Wagner, líder de zona del partido nazi en la zona ocupada, se oponía. Las nuevas estructuras hipermasculines traídas por la anexión como las Juventudes Hitlerianas, el Reichsarbeitsdienst, la Wehrmacht, las SS y las fábricas eran epicentros de actividad homosexual.
Igual que el resto de la población francesa, la mayoría permaneció, sin refugiarse u oponerse activamente al ejército alemán, limitándose a tomar medidas de precaución como fomentar las relaciones anónimas o preparar estrategias de defensa mutua entre amantes. En 1941 el código penal francés dejó de aplicarse, siendo sustituido gradualmente por el código penal alemán en 1942. Los habitantes serían considerados "Alemanes de sangre" (Volksdeutsche) sin ser por ello ciudadanos (Reichsdeutsche)

### Francia ocupada

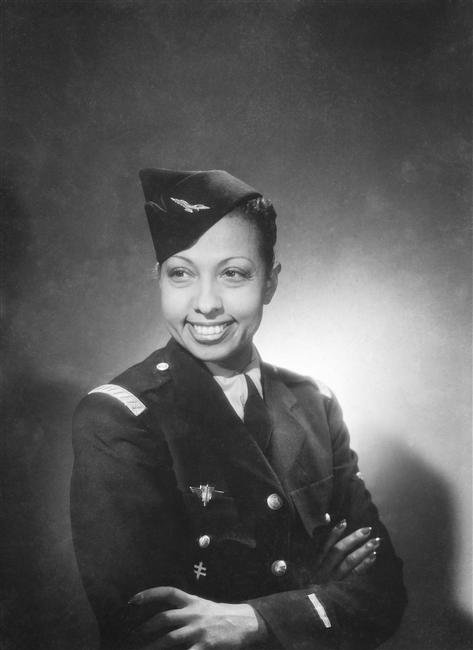
Josephine Baker, bisexual y luchadora de la resistencia por la Francia Libre.

En el resto del territorio, las personas homosexuales y bisexuales se encontraban en todos los sectores de la sociedad francesa. Del lado de la colaboración con el fascismo encontramos personajes conocidos como Abel Bonnard, Marcel Bucard, Robert Brasillach o Violette Morris corresponden a este primer caso. Entre los antifascistas hubo personas LGBT con puestos centrales en la Resistencia como Pascal Copeau, Édith Thomas, Jean Moulin, Daniel Cordier, Roger Stéphane, Joséphine Baker, Pierre Herbart, Marie-Thérèse Auffray, Ovida Delect, Thérèse Pierre, Andrée Jacob, Éveline Garnier, Rose Valland, Jean Desbordes, Claude Cahun, Robert Francès y Suzanne Malherbe.
En París, la vida homosexual no se vio muy alterada por la Ocupación. Henry de Montherlant mencionaría que era aun más fácil ligar con jóvenes que antes de la guerra. Los locales homosexuales, como el Liberty's, le Select, Chez Narcisse, Le Bœuf sur le toît, o incluso en las arboledas del Champ-de-Mars, la estación de metro Strasbourg-Saint-Denis, el bois de Vincennes o las vespasiennes siguieron siendo igual de populares. Al público habitual se añadirían afluentes oficiales alemanes y prostitutas.
A pesar de la prohibición impuesta por las autoridades alemanas, muchos soldados alemanes mantuvieron relaciones sexuales con hombres franceses. Mientras que algunos como Daniel Guérin condenaban moralmente estas relaciones y se abstenían, otros no tenían los mismos escrúpulos. Desde personalidades de la extrema derecha como Jacques de Ricaumont hasta judíos de la Resistencia como Robert Francès, muchos mantenían relaciones con militares alemanes. Fuera de París, estas relaciones se evocan en novelas de posguerra como Pompes funèbres de Jean Genet, Le monde inversé de André du Dognon o Les amours dissidentes de Boris Arnold. Ante el temor de que los ocupantes cometiesen violaciones las fuerzas alemanas decidieron requisar unos cuarenta burdeles parisinos, que pasaron a ser para uso exclusivo de la Wehrmacht, al tiempo que castigaban a los soldados a los que sorprendían acudiendo a lugares de prostitución homosexual.
Aunque mal documentadas, las prácticas homosexuales no eran infrecuentes en el Ejército francés o entre los prisioneros de guerra deportados. En la legión extranjera, las relaciones homosexuales llegaban a tener lugar abiertamente.

### Francia de Vichy
El régimen de Vichy condenó la homosexualidad masculina y femenina como antinatural, resucitando en 1942 el «delito de sodomía» que no había existido desde 1791. La ley que condenaba todas las relaciones homosexuales, ya fueran masculinas o femeninas con menores de 21 años.
Esta idea vino directamente del Régimen de Vichy y no de las autoridades alemanas. En lo que los dos gobiernos se encontraban de acuerdo era con que la tolerancia sexual esta relacionada con la debilidad marcial del país. El objetivo era fomentar la virilidad y natalidad fancesa. Sin embargo, la ley apenas se aplicó durante la guerra, puesto que la policía seguía utilizandoel delito deindecencia pública. La policía francesa transmitiría incluso estas condenas a la policía alemana, que las devolvía sin procesar.
A partir de la liberación y la llegada de tropas aliadas, hubo una breve época de ebullición para la homosexualidad masculina. El establecimiento parisino Le Boeuf sur le toit se convirtió en punto de encuentro de homosexuales estadounidenses, polacos, escoceses, argelinos, franceses y rusos. La política virilista de las nuevas autoridades resistentes y gaullistas pusieron fin a este breve periodo, al declarar el 8 de febrero de 1945 que no darían marcha atrás en la penalización de la homosexualidad introducida por Pétain.

## Posguerra (1945-1965)

### Décadas de represión

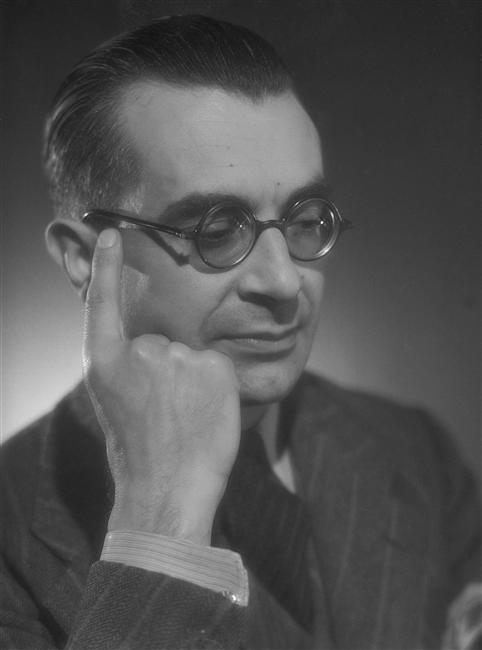
Roger Peyrefitte en 1947. Retrato del estudio Harcourt.

El término «homofilia» era cumunmente utilizado durante este periodo, a veces para distinguirse de «homosexualidad» y a veces como un mero sinonimo. El movimiento homófilo vivió pues un renacimiento lento y cauteloso tras la ocupación. La reconstrucción del país durant les años 50 se caracterizó por un endurecimiento de la represión del estado, que llevó a cabo centenares de condenas cada año en virtud de la ley petainista que prohibía las relaciones homosexuales con menores de 21 años.
En 1960, la homosexualidad fue declarada «fléau national» (plaga nacional), equiparandola al alcoholismo y la prostitución. Ese mismo año las penas por «atentado al pudor» se agravaron cuando se trataba de relaciones homosexuales. Simultáneamente, las mujeres trans y los travestis siguieron sufriendo frecuente acoso policial.
Los dos grandes partidos que dominaban la escena política de la época, el MRP (democristiano) y el PCF (comunista). Ambos consideraban que la heterosexualidad era la única norma posible en un momento en que el país necesitaba construir una identidad nacional, reconstruirse y aumentar su tasa de natalidad. La represión se extendió a la cultura, en la que la homosexualidad era prácticamente inexistente en las representaciones artísticas y la censura, ejercida a través de su editorial, Gallimard, obligó a Violette Leduc a reescribir parte de Ravages.

### Auge de la cultura LGBT
A pesar de las dificultades, la vida LGBT siguió existiendo a través de clubs privados como Frede's o Carroll's, (que eran lugares de ligue y encuentros), publicaciones como Futur, Gioventù o Juventus, o la reapropiación de producciones no destinadas a un público homosexual, como las revistas de culturismo. El núcleo de la vida LGBT de la época era Arcadie, organización fundada por André Baudry para organizar tanto una revista como un club situado en París. Era una comunidad discreta que no buscaba llamar la atención. En 1955, Daniel Guérin publicó el Informe Kinsey, obra de referencia en cuanto a la orientación sexual (y en especial la comprensión de la bisexualidad) en la que se menciona la opresión específica que sufrían los homosexuales en Francia. En cuanto a las mujeres, Françoise Mallet-Joris escribió el Rempart des béguines en 1951, Nicole Louvier Qui qu'en grogne en 1953 e Irène Monesi publicó Althia en 1957.
En 1964 la película Les Amitiés particulières, adaptación de una novela epónima de Roger Peyrefitte, fue duramente criticada, lo que a su vez dio lugar a la publicación de un texto titulado Carta abierta al Sr. François Mauriac, miembro de la Academia francesa, Premio Nobel de Peyrefitte. El texto defiende que la homofobia vertida por Mauriac se explicaba como consecuencia de su homosexualidad reprimida, haciendo alusión a su relación con Jean Cocteau.
Aunque cabarets como Carroll's ofrecían espectáculos lésbicos sadomasoquistas, las mujeres lesbianas o bisexuales los evitaban. Todavía no existía un ambiente lésbico, puesto que los bares gay eran frecuentados por hombres. La experiencia lesbiana estuva marcada por sentimientos solitarios, seguidos por la salida del armario en la intimidad.

### Formación de la comunidad trans
La comunidad trans empezó a darse a conocer y a organizarse. En 1954, la pintora Michel-Marie Poulain publicó su autobiografía J'ai choisi mon sexe (Escogí mi sexo), obra que desempeñó un papel fundamental a la hora de dar a conocer la identidad trans. Recibiría criticas por parte de Marie-Andrée Schwindenhammer, otra importante activista trans, por dar una mala imagen de la identidad trans al dejar que su hija la llamase «papá» en público y por continuar con su matrimonio anterior a su transición, mantenedo una relación lésbica con su mujer. Sería Schwindenhammer la que puso en contacto a las mujeres trans que trabajaban en el cabaret parisino Carrousel de Paris con su compañera de piso experta en depilación permanente por electrólisis, Madame Bonnet. En 1959, el fotógrafo Christer Strömholm realizó un reportaje sobre la comunidad trans de la Place Blanche, en el que mostró la fuerte solidaridad entre estas mujeres y el acoso policial que sufrían.
Fue también en esta época cuando la artista Coccinelle revolucionó el género del cabaret travesti/trans: sus espectáculos no se basaban en el efecto cómico de un travesti absurdo y caricatural sino en la fascinación de ver una transformación exitosa de hombre a mujer. Su fama dio un giro internacional cuando la prensa se enteró de su vaginoplastia, lo cual inspiraría a otras muchas mujeres trans a la hora de llevar a cabo la misma operación. Coccinelle oyó hablar por primera vez de la posibilidad de una vaginoplastia a una electricista. Esto provocó la reacción de la orden de médicos francesa, que consideraba que sólo las autoridades médicas, en particular endocrinólogos y neuropsiquiatras, podían decidir si las operaciones de reasignación de sexo eran válidas o no, y que debían limitarse a las personas intersexuales. Se casó por la iglesia en 1962, tras obtener su cambio de estado civil, pero el escándalo causado llevó a las autoridades francesas a dejar de autorizar las uniones con mujeres trans hasta finales de los años setenta. Esta sería la época dorada del cabaret transexual y la fama de Coccinelle, así como sus fotos eróticas, contribuyeron a asociar a las mujeres trans tanto con el espectáculo como con el erotismo.

### En las colonias
Nada más ser conquistada por Francia, Argelia era considerada bajo el prisma del orientalismo de la Francia metropolitana. Se desarrolló el estereotipo de una supuesta hipersexualidad de los hombres árabes, que ya existía desde el siglo VIII, cuando los hombres musulmanes eran descritos como «Au poil et à la plume», es decir, bisexuales.
Para evitar que hubiese relaciones homosexuales entre colonos franceses o peor aún, con los argelinos, el ejercito puso en marcha un gran mercado sexual abastecido con prostitutas francesas.
En los años 50 y 60 Casablanca era el lugar ideal para que transexuales franceses pudiesen acceder a cirugías de reasignación de sexo. Esto se debía a que dichas operaciones estaban prohibidas en la metrópoli.

## Efervescencia, pensamiento y lucha (1965 a 1981)

### Acciones políticas muy diversas

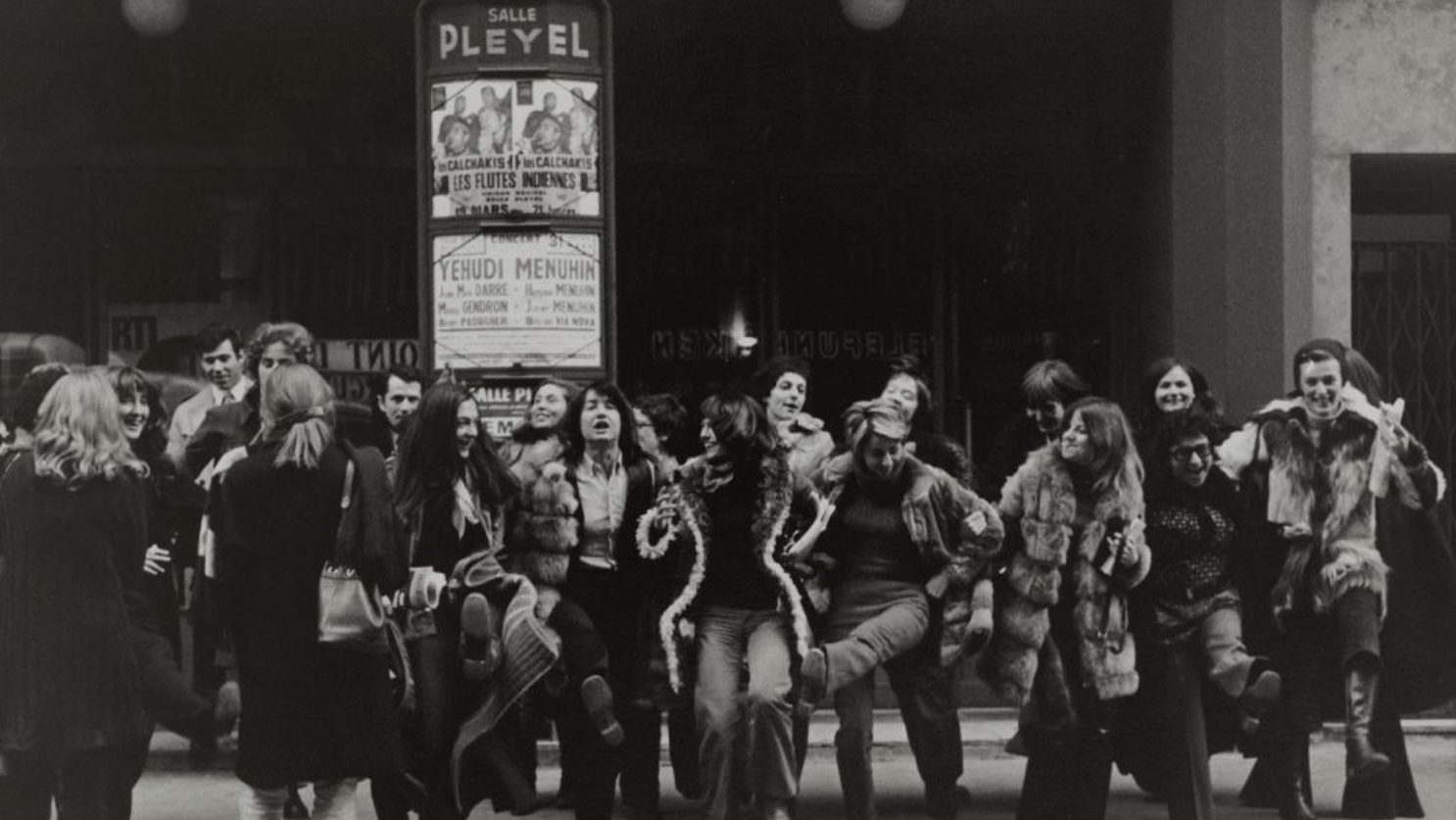
El 10 de marzo de 1971, tras la interrupción del programa de Ménie Grégoire, las activistas lesbianas se hicieron fotos.

En 1965, Marie-Andrée Schwindenhammer funda la Association des malades hormonaux, la primera asociación francesa trans. En 1981 esta contaba con 1.500 miembros entre los que destacan gran cantidad de trabajadoras sexuales. Ofrecía ayuda, apoyo y conocimientos para la transición con servicios como la depilación definitiva, el acceso a terapia hormonal, tutorías y actividades sociales.
En mayo del 68 se constituyó en la Sorbona el Comité d'action pédérastique révolutionnaire, una organización estudiantil que ensalzaba la libertad sexual de las «minorías eroticas», es decir: homosexuales, voyeurs, masoquistas y partouzeurs.
Sin embargo, el verdadero momento fundacional del movimiento homosexual tuvo lugar el 10 de marzo de 1971, día en el que Ménie Grégoire presentaba en directo su programa Allo Ménie en RTL, cuyo tema del día era « L'homosexualité, ce douloureux problème » («la homosexualidad, ese doloroso problema»). Grégoire tuvo que interrumpir su intervención a causa de los abucheos de las activistas lesbianas y feministas, para quienes el tono del programa era homófobo. En este participaban «autoridades morales» como un sacerdote y un psicoanalista. Esa misma noche, el acontecimiento daría origen al « Front homosexuel d'action révolutionnaire » (Frente homosexual de acción revolucionaría o FHAR). Los manifestantes eran un grupo del movimiento de liberación de la mujer entre los que se encontraban Maffra, Christine Delphy, Monique Wittig, Elisabeth Salvaresi, Antoinette Fouque y Anne de Bascher. 
Tras la inscripción de una mayoría de hombres, las fundadoras se encuentran en minoría en su propio grupo, razón por la que fundarían las Gouines rouges, donde se darían nuevos avazances teóricos en el campo del lesbianismo político. En 1975 se funda Les Mirabelles, un grupo de teatro travesti que apoya las acciones del FHAR.
En 1972 se fundó David et Jonathan, una de las asociaciones LGBT más antiguas de Francia, surgida del movimiento cristiano.

### Acontecimmientos mediáticos
El 21 de enero de 1975 el programa «Les Dossiers de l'écran» organizó el primer debate de la historia de la televisión francesa dedicado a la homosexualidad. Entre los invitados figuraban tres escritores galos (Roger Peyrefitte, Yves Navarre y Jean-Louis Bory), dos médicos, un sacerdote y el diputado Paul Mirguet, impulsor de una Enmienda Mirguet, que calificaba la homosexualidad de «plaga». 19 millones de espectadores vieron el programa.

Fue la primera vez que la homosexualidad apareció en televisión, en horario de máxima audiencia y con un aspecto respetable.
Mathias Quéré, historiador.

En 1979 Jean Le Bitoux fundó Le Gai Pied, una revista mensual y luego semanal que vendió 150.000 ejemplares. Ese mismo año, el comité del distrito homosexual de Les Halles de París organiza un gran baile el 14 de julio cerca de la plaza Jean-XXIII, al que asisten 2.000 personas.
En 1980 Yves Navarre ganó el Premio Goncourt por Le Jardin d'acclimatation, una novela en la que un joven homosexual se somete a una lobotomía para adaptarse a una vida familiar heterosexual de acuerdo con las expectativas de sus padres.

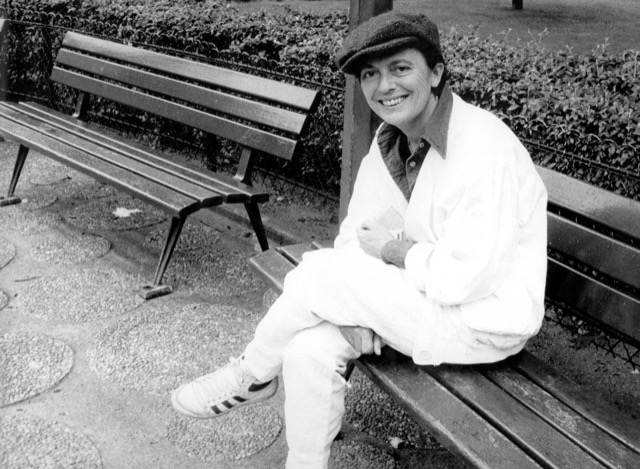
Monique Wittig, pensadora clave del feminismo materialista, del feminismo lésbico y del lesbianismo radical.

Fue un periodo de efervescencia política influido por el FHAR, cuyas producciones circularon ampliamente. La organización multiplicó las acciones conjuntas con el movimiento feminista y la izquierda revolucionaria, como manifestaciones y happenings.
La compilación La Pensée straight (el pensamiento heterosexual) de Monique Wittig fundó el pensamiento lésbico radical y, más generalmente, revolucionó la reflexión sobre el lesbianismo y la heterosexualidad. Siguiendo los pasos de Simone de Beauvoir, que postula que la categoría «mujer» no es natural sino construida, Wittig demuestra que la heterosexualidad tampoco es natural, sino un régimen político en el que se ejerce el dominio de los hombres sobre las mujeres. La autora postula que el único espacio de libertad para las mujeres mientras no se supriman las clases de género es el separatismo de genero a través del lesbianismo.

### Nuevas voces y una nueva imagen
El final de la década de 1970 ve un aumento la visibilidad política y mediática. Ya hay candidatos abiertamente homosexuales a las elecciones, como los de la lista Diferencia Homosexual en las Elecciones legislativas francesas de 1978. Por otro lado, revistas como Le Gai Pied o G Magazine conocen au auge, así como la Universidad euromediterranea de las homosexualidades de Marsella.
En este período, los términos «pédé» y "homosexual" coexistieron. La palabra «gay», que ya había llegado de Estados Unidos ganaría eventualmente en lo que se refiere al uso coloquial entre personas LGBT.
Esta notoriedad fue acompañada de una violenta represión. En el Festival de Cine Homosexual de 1978, una veintena de militantes de extrema derecha atacaron el cine durante una proyección de Le Droit du plus fort, interrumpiendo la película, hiriendo a varios espectadores y robaron distintos objetos, incluida la la caja registradora.

### La despenalización de la homosexualidad
En 1981 seguían exitiendo registros policiales de homosexuales, una edad de consentimiento sexual distinta de 18 años (eran 15 años para las relaciones heterosexuales), así como términos implícitamente homófobos en las oposiciones a funcionario, exigiendo candidatos de «buena moral». Incluso para tener acceso a una vivienda era muy normal que se exigiese del inquilino que fuese «un buen padre de familia». La prensa gay y lésbica se distribuía a escondidas, puesto que no se permitía a los kioskeros exhibirla junto a otras revistas. El abandono de todas estas prácticas fue posible gracias a activistas gays y lesbianas en los años setenta y principios de los ochenta. La campaña para la despenalización de la homosexualidad fue un éxito que se convertiría en promesa electoral de François Mitterrand, candidato del PS para las elecciones presidenciales de 1981.
Tras su ascensión al Eliseo, la edad de consentimiento sexual se elevó a 15 años para todos, se suprimieron los registros policiales (circular Defferre y circular Badinter), la ley Quillot modificó las condiciones de alquiler y la reforma de la función pública abrió el estatuto de funcionario a los homosexuales. En términos más generales, la década se abrió para las personas LGBT con un sentimiento de liberación. Tanto el activismo discreto y de perfil bajo del grupo Arcadie en los años sesenta como las acciones contundentes del FHAR en los setenta parecían anticuados. Le Monde anunciaba «Adios a las cabezas cabizbajas y adios a la rabia, hoy sus herederos celebran». En 1983 se funda la revista Homosexualités et socialisme (Homosexualidades y socialismo).

### Tensiones internas del movimiento
Este también fue un periodo de tensiones y cismas. Hubo importantes desacuerdos y conflictos entre lesbianas y gays asi como entre las feministas heterosexuales y las feministas lesbianas, entre la izquierda revolucionaria heterosexual y el movimiento homosexual, entre grupos homosexuales de izquierda revolucionaria y los de derechas y finalmente entre mujeres trans y hombres homosexuales que practicaban el travestismo. Fue en esta época cuando ganaron fuerza las críticas del racismo en círculos homosexuales hacia los hombres maghrébies, acusando a los activistas de trabajar con prejuicios orientalistas e instrumentalizar la idea del «hombre arabe» sin interesarse genuinamente en su situación.

## La epidemia de sida (1981-1996)

### Primeros estragos y confusión
La primera mención del Síndrome de Inmunodeficiencia Adquirida (sida) en Francia se produjo en septiembre de 1981 en un artículo de Le Gai Pied, que menciona la llegada a Nueva York de una enfermedad «cuyos enfermos son todos maricones (pédés)». En el transcurso del verano de ese mismo año, el médico Willy Rozenbaum recibió a un paciente homosexual que padecía varias enfermedades infecciosas y en torno al cual se formó todo un equipo de seguimiento que incluía al inmunólogo Jacques Leibowitch, primero en intuir que la enfermedad estaba causada por un retrovirus. A finales de 1982, se pusieron en contacto con Luc Montagnier y Jean-Claude Chermann para que su laboratorio (el Instituto Pasteur) validara esta hipótesis. El virus de la inmunodeficiencia humana (VIH) fue descubierto en mayo de 1983 y reconocido como la causa del sida en 1984. Mientras tanto, el número de pacientes identificados había aumentado de 11 en 1981 a 377 en 1984.
El rápido progreso de los conocimientos médicos no se vio acompañado por un aumento de la concienciación social. Muy al contrario, se organizaría una campaña mediática que culpaba a los gays de la transmisión a la enfermada y llamaba a la reinstauración de un orden moral contra el que los activistas LGBT de los años setenta habían luchado intensamente. A pesar de que la naturaleza de la enfermedad seguía siendo desconocida y de la deficiente acción guvernamental, la crisis se culpó exclusivamente en hombres que practicaban sexo homosexual.
Los activistas gays, temiendo una escalada aún mayor de los ataques, asumieron una retórica negacionista y desarrollando una teoría de la conspiración según la cual el sida era una invención homófoba de Ronald Reagan. Entre los que no negaban la enfermedad, la mayoría se negaron a reconocer su gravedad y minimizar las conductas de riesgo, lo cual podía haberse hecho reduciendo el número de parejas sexuales. La revista Masques afirmaba en su número de finales de 1984, que «mas vale morir de sida que de aburrimiento». A esto se sumaban los intereses económicos de los propietarios de las recién creadas saunas y trastiendas gays, que temían que los mensajes de prevención ahuyentaran a los clientes de sus establecimientos. A medida que la situación empeoraba, la serofobia empezó a ser la norma. Ser diagnosticado no solo significaba una muerte inminente, pero se convirtió en una condena al ostracismo social incluso tras la muerte, en particular a través de la destrucción de las pertenencias del enfermo debido a un miedo irracional a la contaminación. Durante el periodo de mayor intesidad de la pandemia la proporción de muertos entre comunidades homosexuales fue altísima.

### La respuesta de la comunidad

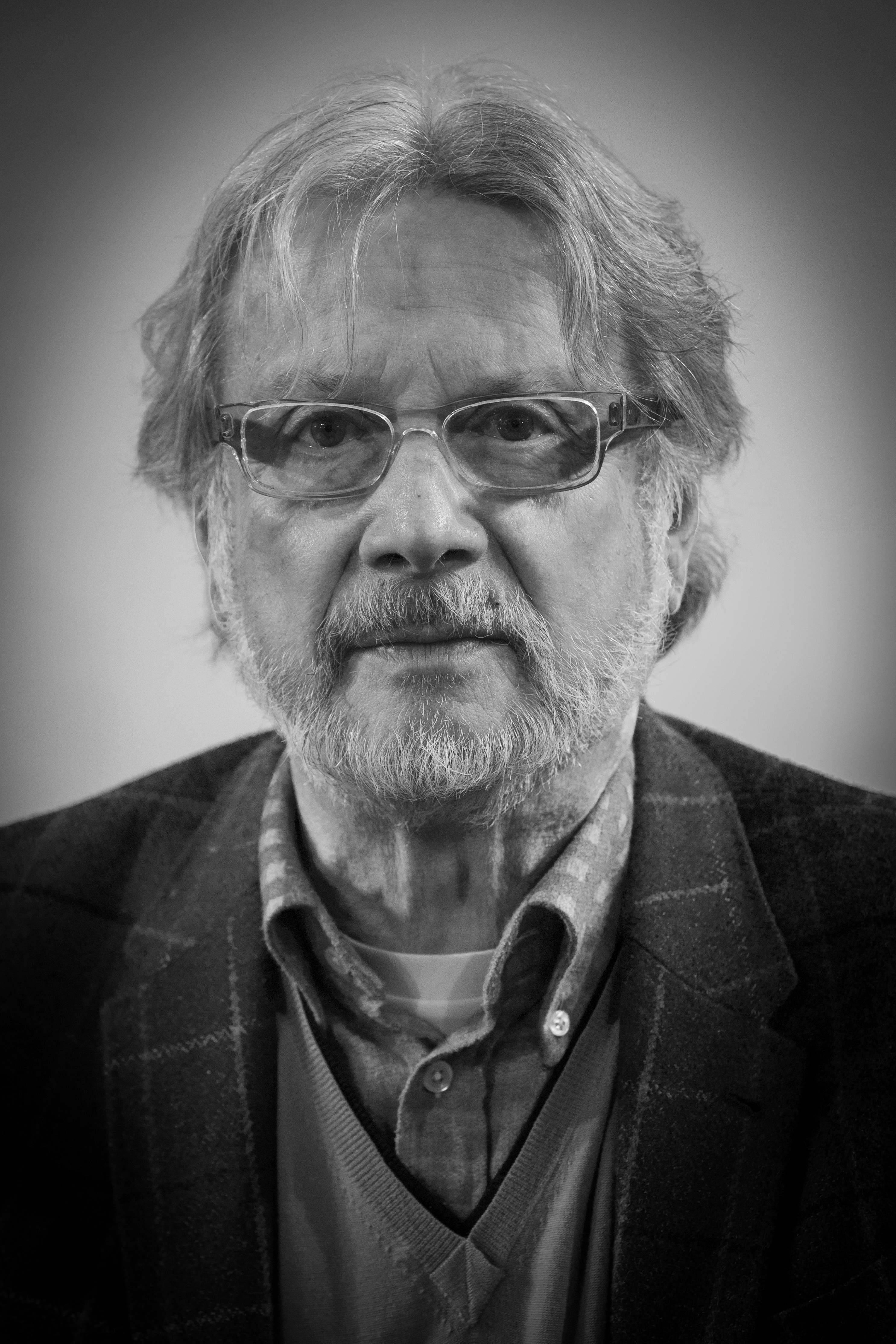
Daniel Defert, fundador, a la muerte de su compañero Michel Foucault, de la asociación benéfica contra el sida AIDES.

La acción contra la epidemia giró en torno a varias asociaciones. La primera sería Vaincre le sida que fue creada en agosto de 1983 durante la Universidad de verano euromediteranea de la homosexualidad por el médico Patrice Meyer. Esta ofrecía ayuda a los enfermos, repartía panfletos informativos y proponía líneas telefónicas de ayuda.
La mortalidad entre intelectuales parisinos fue especialmente dramática. Tras muerte de su compañero sentimental, el filósofo Michel Foucault, Daniel Defert fundaría AIDES en 1984. A pesar de estar mayoritariamente compuesta de voluntarios homosexuales, AIDES distingue entre voluntarios, enfermos y colaboradores gays como tres grupos distintos en sus comunicaciones . AIDES elaboró una gran cantidad de folletos para concienziar en bares, ofreciendolos junto con preservativos gratuitos.  Pusieron numerosos anuncios en Le Gai Pied buscando publicitar las prácticas de sexo seguro. Ellos también mantienen una línea telefónica directa y un sistema de apoyo comunitario, los buddies'. AIDES trabajaría para mellar poco a poco las reticencias colectivas de los propietarios de bares y saunas que seguían negándose a informar sobre practicas seguras. A pesar de no lorar para la propagación de la enfermedad, entre 1984 y 1994 el número de voluntarios pasó de 37 a 3600, al mismo tiempo que el número de enfermos aumentó en las mismas proporciones, de 377 a más de 37000.
Otras dos serían fundadas en 1985: Arcat-Sida y Act-Up Paris, fundado por Didier Lestrade, Pascal Loubet y Luc Coulavin, siguiendo el modelo de ACT UP.
Además de proporcionar información sobre la enfermedad, ayuda a los enfermos y acceso a tratamientos médicos las acciones de estas asociaciones permitieron avanzar en el acceso a tests a partir de 1985, así como crear puntos fiables en los que obtener preservativos. Otras inniciativas fueron las campañas de concienciación para estimular el uso del preservativo y la distribución gratuita de jeringuillas limpias a partir de 1987.
En 1992, la película Las noches salvajes de Cyril Collard trata el tema del Sida desde el punto de vista del autor y director, que era bisexual. Ganó el premio César a la mejor película tres días después de la muerte de Collard por esta enfermedad, que la película daría a conocer a numerosos jóvenes.

### Lucha contra la invisibilización de las lesbianas
La historia lésbica francesa está marcada por la exclusión de las vida publica francesa. A finales de la década de 1970 y principios de la de 1980 se produjo un fuerte aumento de la visibilidad de lesbianas y gays, con una proliferación de revistas y publicaciones: Masques, revue des homosexualités, Homophonies, Quand les femmes s'aiment..., Madivine, Clit 007 (revista francófona publicada en Ginebra), Nouvelles Questions féministes, Amazones d'hier, lesbiennes d'aujourd'hui, Interlopes... Estas revistas trataban de política, cultura y literatura LGBT. Gran parte de sus páginas servian para proponer pequeños anuncios poco costosos que servían como lugar de comunicación para la comunidad. En 1983 se funda la asociación Archives Recherches et Cultures Lesbiennes con el objetivo de reunir en un solo lugar la abundante y dispersa producción de lésbica. Michèle Larrouy sería una de las principales impulsoras de este movimiento.
Entre 1990 y 1999 se crearon veinte asociaciones de lesbianas. En 1996, estas unirían sus fuerzas para formar la Coordination Lesbienne Nationale, que más tarde cambiaría su nombre de Coordination Lesbienne en France (coordinación lesbiana en Francia). Sus objetivos eran promover la visibilidad de las lesbianas, legitimar sus derechos, proporcionar asilo para lesbianas perseguidas en sus países de origen. También coordinó varias asociaciones de activismo y cultura lesbiana como Les lesbiennes font leur cinéma o el Printemps Lesbien de Toulouse.

## Historia contemporánea (1996-2020)

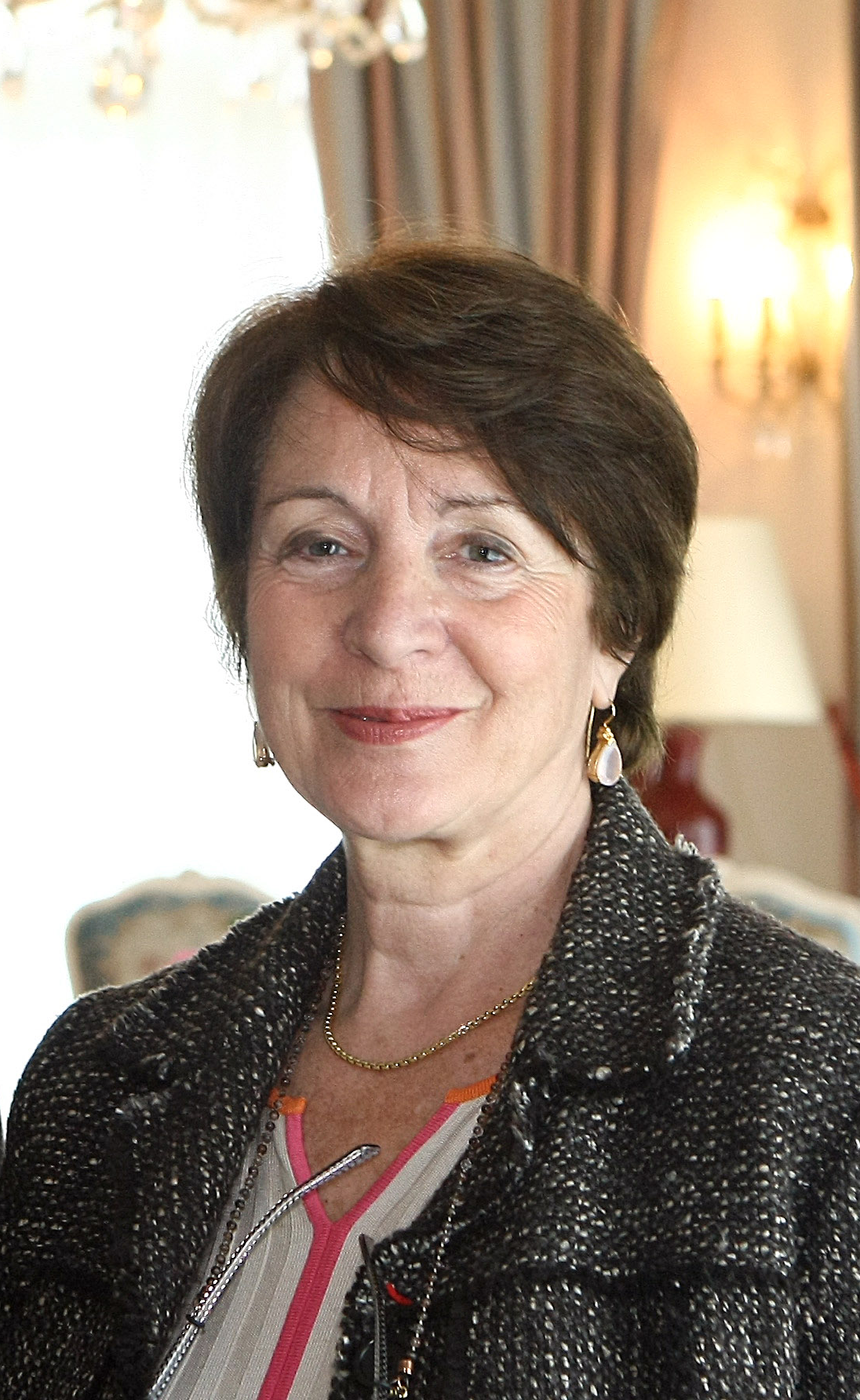
Catherine Tasca, diputada y presidenta de la commission des lois que trabajó para conseguir el PACS.

La situción jurídica de las parejas homosexuales sería dictaminada por el tribunal de casación a través de dos sentencias en 1989 y 1997: las parejas homosexuales no pueden ser nunca consideradas como parejas de hecho. Esta falta de reconocimiento es especialmente despiadado durante la lucha contra el sida, puesto que es ilegal inscribir a su pareja en el seguro de salud y no se reconoce ningún derecho especial a la hora de cuidar o visitar al amante en el hospital. Incluso en caso de fallecimiento, los contratos de alquiler no se transfieren y las parejas sería habitualmente excluidas de las ceremonias de duelo.
Activistas homosexuales como Jan-Paul Pouliquen y diputados de izquierdas como Jean-Pierre Michel o Jean-Yves Autexier lucharon contra esta exclusión. Junto con asociaciones homosexuales y feministas, se comenzó una lucha para el reconocimiento legal y social de las parejas de hecho homosexuales y heterosexuales. Sus demandas obtuvieron una cierta cobertura mediática durante las elecciones legislativas de 1997, lo cual llevaría a una proposición de reforma. SI bien el gobierno de Jospin sería reticente a impulsar cambios y la propuesta suscitaría una fuerte oposición por parte de sectores homófobos en la esfera pública que dejó huella en la comunidad LGBT francesa, el Pacto Civil de Solidaridad entró en vigor en 1999. Se trata de una versión limitada del matrimonió que sin embargo estaba abierta a todas las parejas.
La visibilidad bisexual también se convirtió en un problema. En 1995, un grupo de cuatro mujeres, entre ellas Catherine Deschamps, procedentes del movimiento Act Up-Paris o de asociaciones de lesbianas, se reunieron en el Centre gay et lesbien (CGL) de París para trabajar en la redacción de un artículo sobre la bisexualidad para el periódico Le 3 Keller. Después crearon un grupo mixto en el CGL y en 1997 este grupo fundó la asociación Bi'Cause, la primera asociación en Francia que defiende los derechos de las personas bisexuales y pansexual en Francia.
El 23 de septiembre de 2007 se celebró por primera vez en Francia el Día de la Bisexualidad. En 2013 la asociación SOS Homophobie publicaría por primera vez un apartado sobre bifobia en su informe anual.
Durante la crisis de Covid-19, las restricciones sanitarias provocaron un descenso de los ingresos de las personas LGBT, en particular de las personas trans. Aunque la sociedad civil, en particular el STRASS (sindicato de trabajo sexual), organizó distribuciones de alimentos, no hubo apoyo institucional y las peticiones al Ministerio de Igualdad en particular no fueron atendidas.

## Historiografía

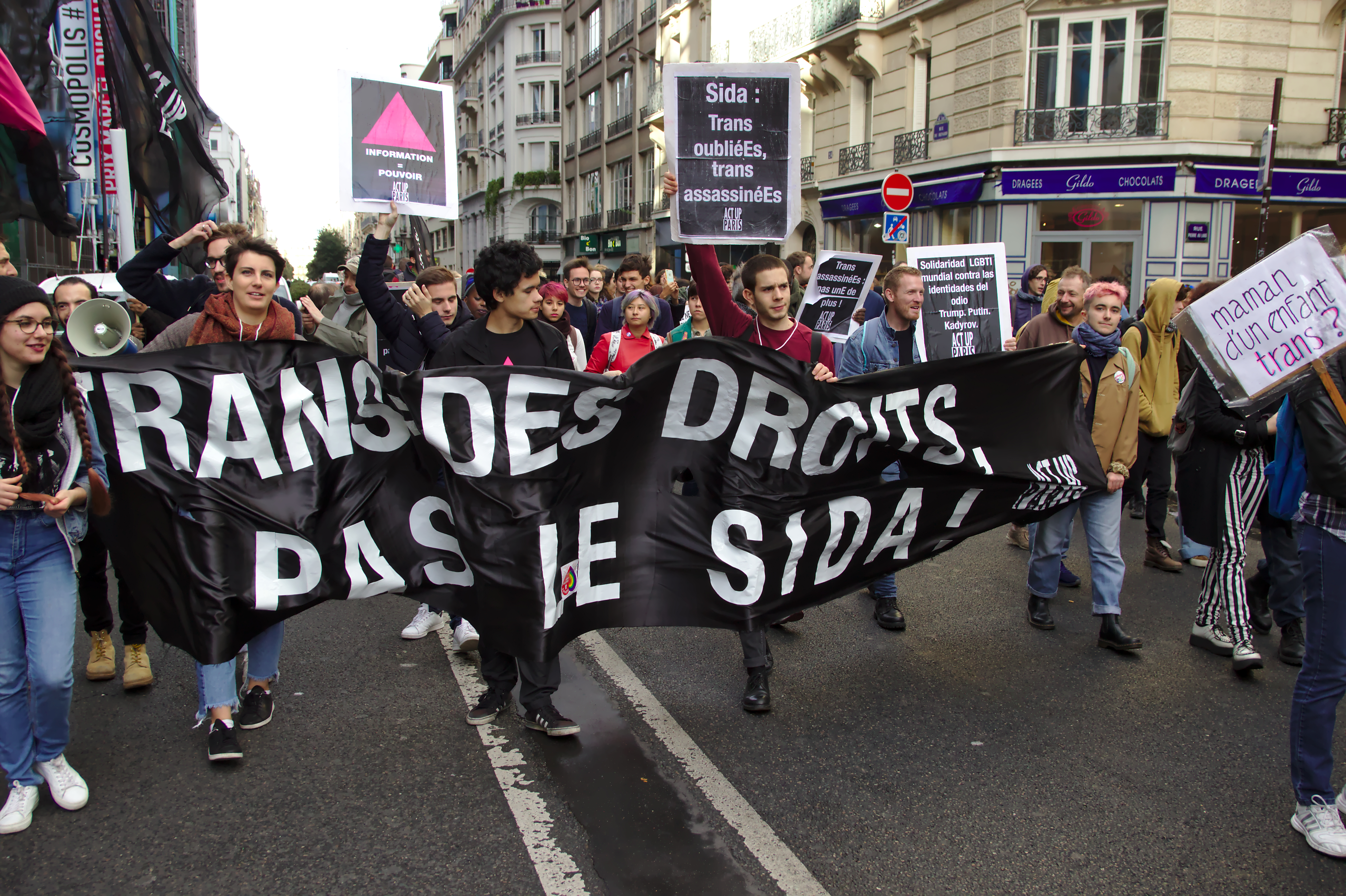
La marcha de Act Up-Paris en la ExisTransInter de 2017. Fundada en 1985, la asociación utiliza regularmente el triángulo rosa.

Fue durante el auge del activismo de los años 70 cuando se redescubrió el movimiento de liberación homosexual de los años 20 hasta el punto de convertirse en una especie de mito fundacional idealizado. También se empezó a estudiar la discriminación y deportación de homosexuales bajo la Alemania nazi, empujandro al FHAR a reapropiarse el triángulo rosa. La participación de las asociaciones LGTB en la celebración del día nacional de recuerdo de la deportación, que fue una reivindicación que se hizo desde 1975 y no fue aceptada hasta 2001, bajo el mandato de Jospin. Pierre Seel habló públicamente de sus experiencias durante la ocupación en 1982 y publicó Moi, Pierre Seel, déporté homosexuel (Yo, Pierre Seelm deportado homosexual) en 1994.
El mito de los homosexuales como colaboradores con el nazismo persistió hasta la década de 1980. Según esta versión de los hechos la masculinidad de las fuerzas de ocupación alemanas habría valido la admiración de lesbianas como Violette Morris, igualmente virilizadas, al mismo tiempo que la atracción y sumisión de los hombres homosexuales. Sin embargo, este relato no corresponde a la realidad histórica y ha sido criticado por distintos historiadores.
Hoy en día la investigación sobre historia LGBT no es tan activa en comparación con lo que ya se ha hecho en universidades anglosajonas. Para Jeffrey Merrick, catedrático emérito de historia, siguen faltando estudios sobre el tema. Esto se debe a la fuerte creencia en un «roman national», es decir una cultura francesa unificada que tiende a borrar todas las divisiones en el seno de la sociedad. Este punto de vista reduce la historia de todos los franceses a la historia de Francia. De esta forma, personas como André Gide y Marguerite Yourcenar son vistos como personalidades francesas que, accesoriamente, mantuvieron relaciones sexuales con personas de su mismo sexo, y no como escritores homosexuales en tanto que tales.
Esta historiografía continua practicandose y se caracteriza especialmente por su invisibilización de la historia lésbica. La historia del lesbianismo francés encuentra pues mas reconocimiento y esfuerzo entre asociaciones feministas y lésbicas que por el mundo académico. En un primer momento, la historia LGBT se limitó a identificar aristócratas concretos como personajes LGBT, para más adelante llevar a cabo estudios sistemáticos de la cultura LGBT y su evolución. Estudios más recientes han venido a subrayar las influencias recíprocas que han ejercido las historias del derecho, medicina y sociedad.